# Liste des navires de l'United States Coast Guard
La liste des navires de l'United States Coast Guard est une liste de tous les navires de l'United States Coast Guard à avoir été en service au cours de son histoire. Les navires sont regroupés en fonction de leur classe et de leur taille.

## Classe Healy (WAGB)

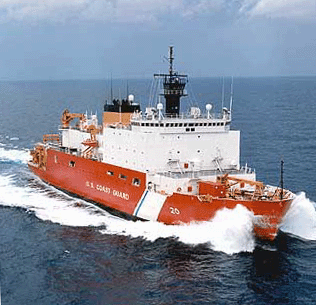
L'.

- USCGC Healy (WAGB-20)

## National Security Cutter, Large (WMSL)
- USCGC Bertholf (WMSL-750)
- USCGC Waesche (WMSL-751)
- USCGC Stratton (WMSL-752)
- USCGC Hamilton (WMSL-753)
- USCGC James (WMSL-754)
- USCGC Munro (WMSL-755)
- USCGC Kimball (WMSL-756)
- USCGC Midgett (WMSL-757)

## USCG Polar Class Icebreaker (WAGB)

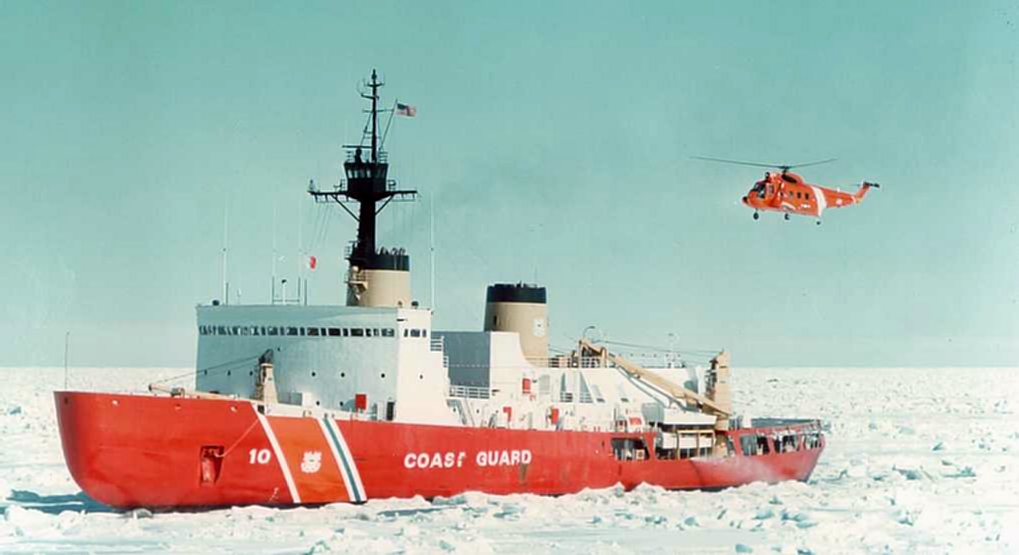
L', un USCG Polar Class Icebreaker.

- USCGC Polar Star (WAGB-10)
- USCGC Polar Sea (WAGB-11)

## High Endurance Cutter (WHEC)

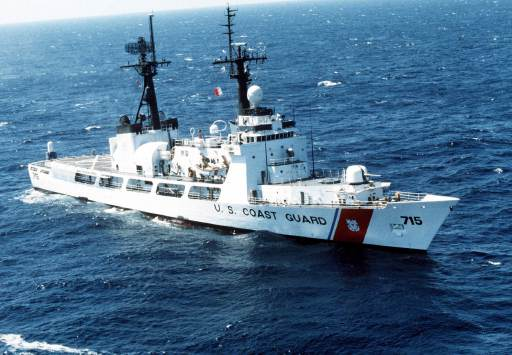
L', un Hamilton class cutter.

- USCGC Hamilton (WHEC-715)
- USCGC Dallas (WHEC-716)
- USCGC Mellon (WHEC-717)
- USCGC Chase (WHEC-718)
- USCGC Boutwell (WHEC-719)
- USCGC Sherman (WHEC-720)
- USCGC Gallatin (WHEC-721)
- USCGC Morgenthau (WHEC-722)
- USCGC Rush (WHEC-723)
- USCGC Munro (WHEC-724)
- USCGC Jarvis (WHEC-725)
- USCGC Midgett (WHEC-726)

## Alamosa class Cutter (WAK)
- USCGC Kukui (WAK-186)

## Treasury class Cutter (WPG)

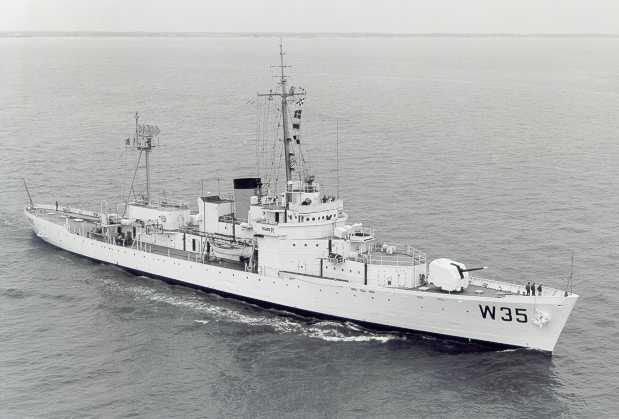
L', un USCG Treasury Class Cutter.

- USCGC Bibb (WPG-31)
- USCGC Campbell (WPG-32)
- USCGC Duane (WPG-33)
- USCGC Hamilton (WPG-34)
- USCGC Ingham (WHEC-35)
- USCGC Spencer (WPG-36)
- USCGC Taney (WHEC-37)

## Casco class Cutter (WAVP)
- USCGC Casco (WAVP-370)
- USCGC Matagorda (WAVP-373)
- USCGC Humboldt (WAVP-372)
- USCGC Mackinac (WAVP-371)
- USCGC Absecon (WAVP-374)
- USCGC Chincoteague (WAVP-375)
- USCGC Coos Bay (WAVP-376)
- USCGC Rockaway (WAVP-377)
- USCGC Half Moon (WAVP-378)
- USCGC Unimak (WAVP-379)
- USCGC Yakutat (WAVP-380)
- USCGC Barataria (WAVP-381)
- USCGC Bering Strait (WAVP-382)

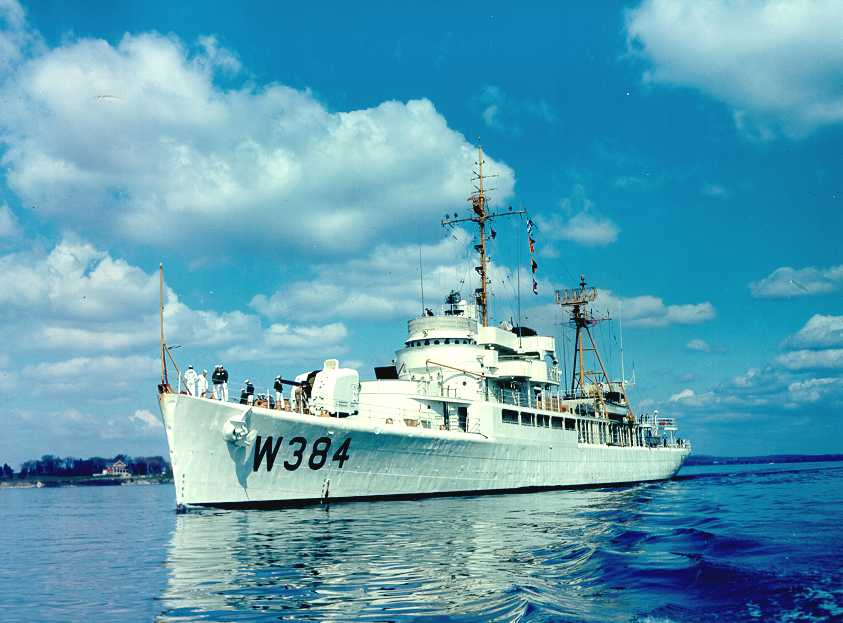
L'.

- USCGC Castle Rock (WAVP-383), puis BRP Francisco Dagohoy (PF-10)
- USCGC Cook Inlet (WAVP-384)
- USCGC Dexter (WAVP-385)
- USCGC McCulloch (WAVP-386)
- USCGC Gresham (WAVP-387)

## Icebreaker (WAGB)
- USCGC Glacier (WAGB-4)

## Edsall Class (WDE)

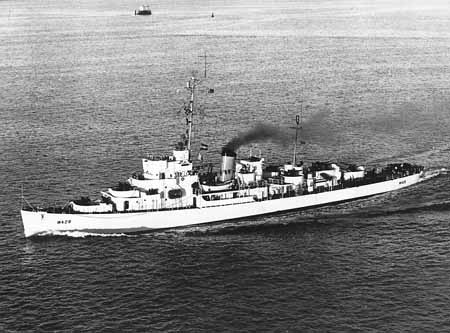
L', un ancien destroyer de classe Edsall de l'US Navy.

- USCGC Newell (WDE-322)
- USCGC Falgout (WDE-324)
- USCGC Lowe (WDE-325)
- USCGC Finch (WDE-328)
- USCGC Koiner (WDE-331)
- USCGC Forster (WDE-334)
- USCGC Ramsden (WDE-382)
- USCGC Richey (WDE-385)
- USCGC Vance (WDE-387)
- USCGC Durant (WDE-389)
- USCGC Chambers (WDE-391)

## Training Barque Eagle (WIX)

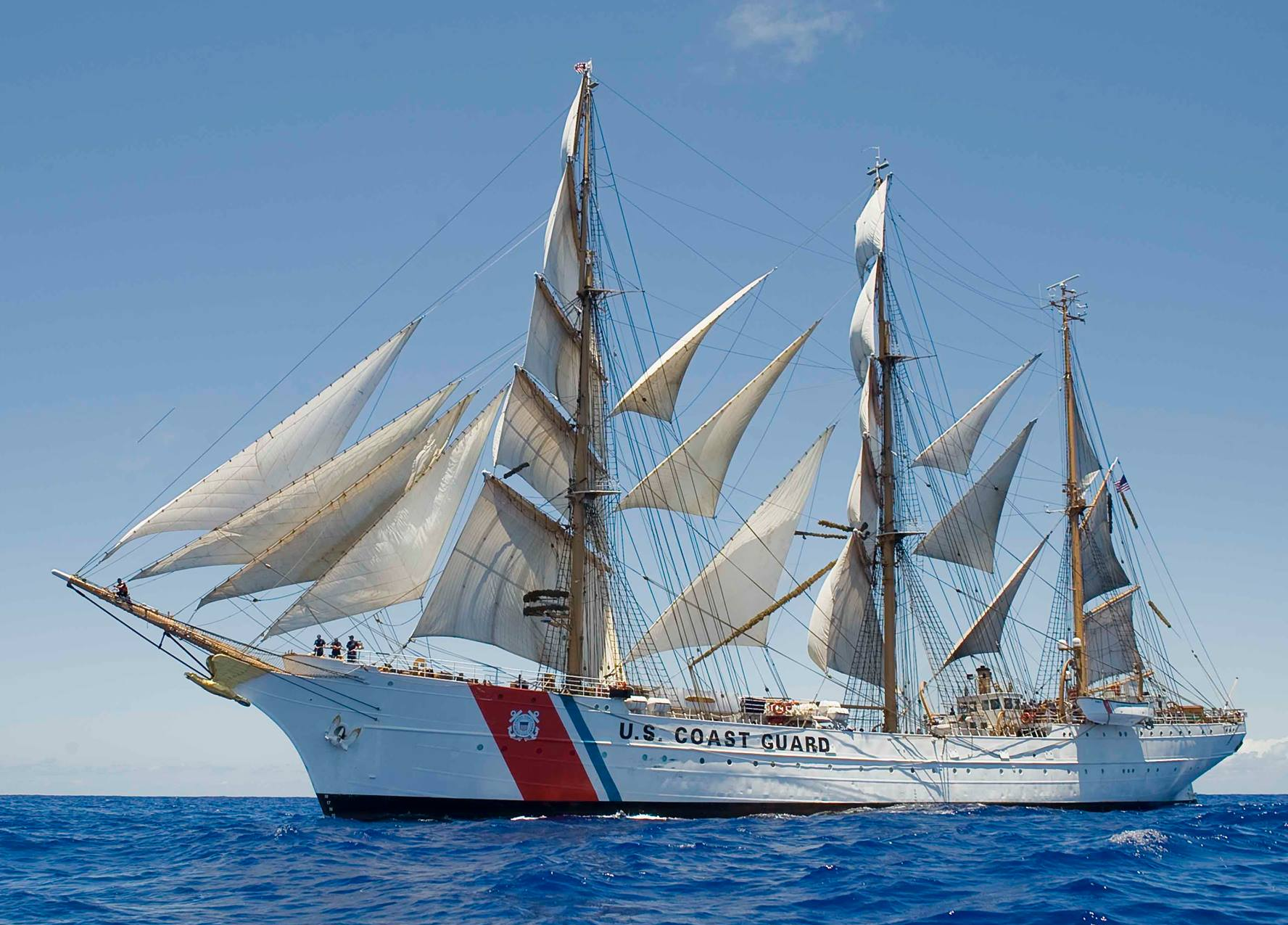
L'USCGC Eagle en 2013.

- USCGC Eagle (WIX-327)

## Medium Great Lakes Icebreaker (WAGB)

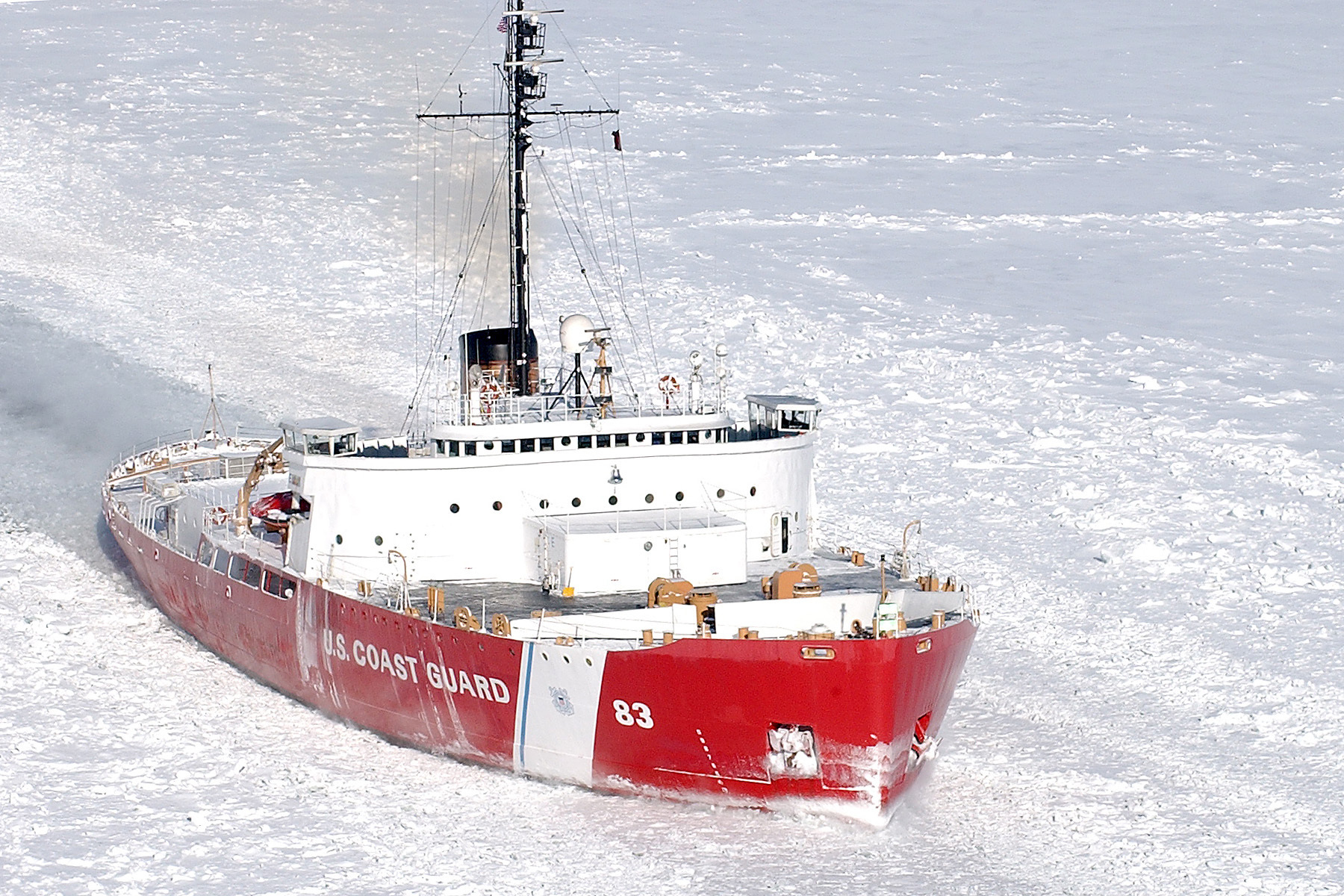
L'.

- USCGC Mackinaw (WAGB-83)

## Medium Endurance Cutter (WMEC - 282 pieds)

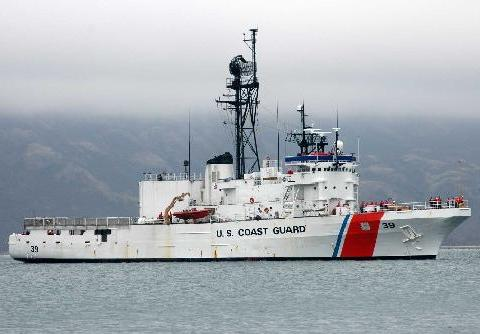
L'.

- USCGC Alex Haley (WMEC-39)

## Medium Endurance Cutter (WMEC - 270 pieds)

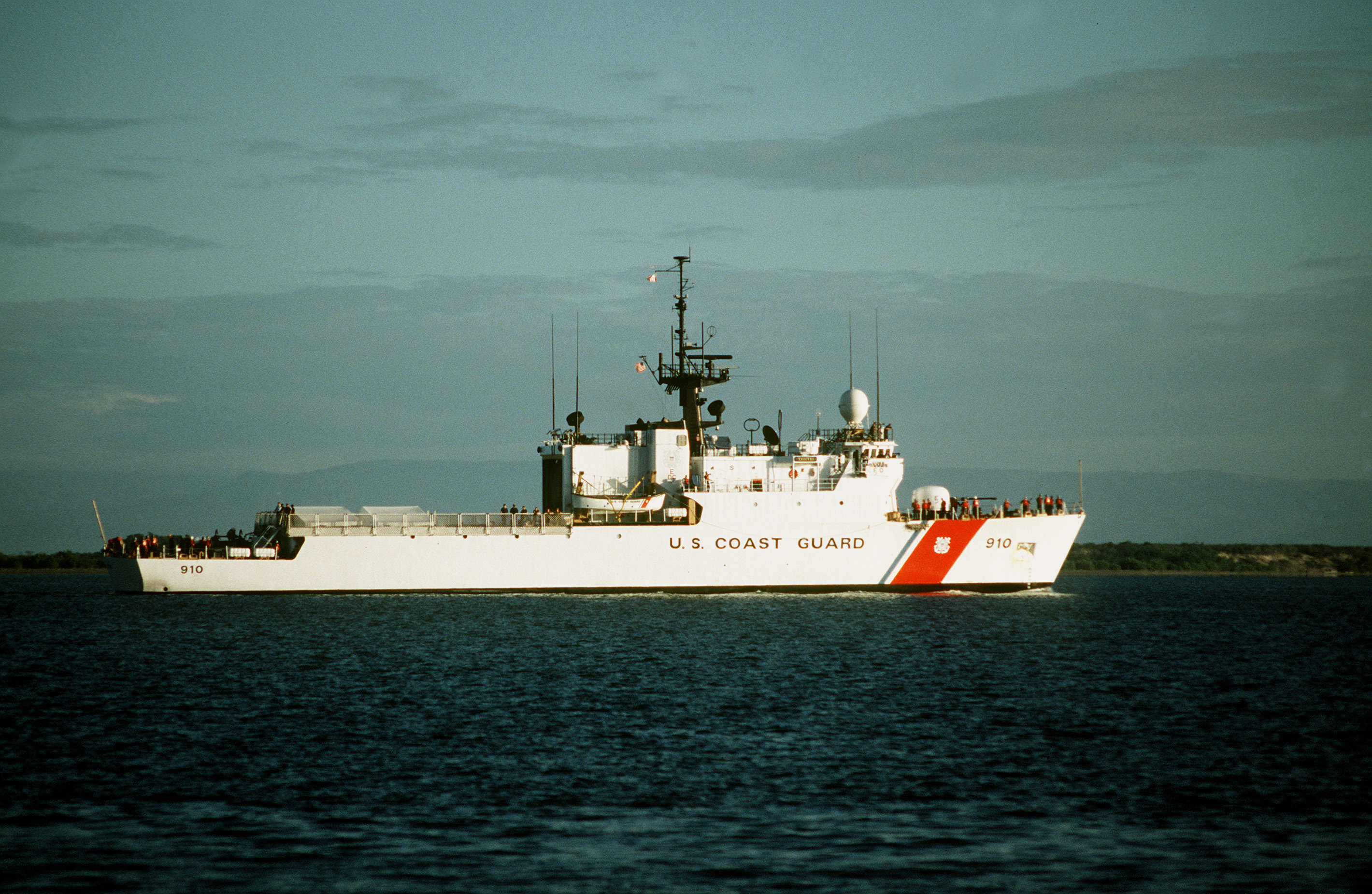
L', un Famous class cutter.

- USCGC Bear (WMEC-901)
- USCGC Tampa (WMEC-902)
- USCGC Harriet Lane (WMEC-903)
- USCGC Northland (WMEC-904)
- USCGC Spencer (WMEC-905)
- USCGC Seneca (WMEC-906)
- USCGC Escanaba (WMEC-907)
- USCGC Tahoma (WMEC-908)
- USCGC Campbell (WMEC-909)
- USCGC Thetis (WMEC-910)
- USCGC Forward (WMEC-911)
- USCGC Legare (WMEC-912)
- USCGC Mohawk (WMEC-913)

## Wind class Icebreaker (WAGB)

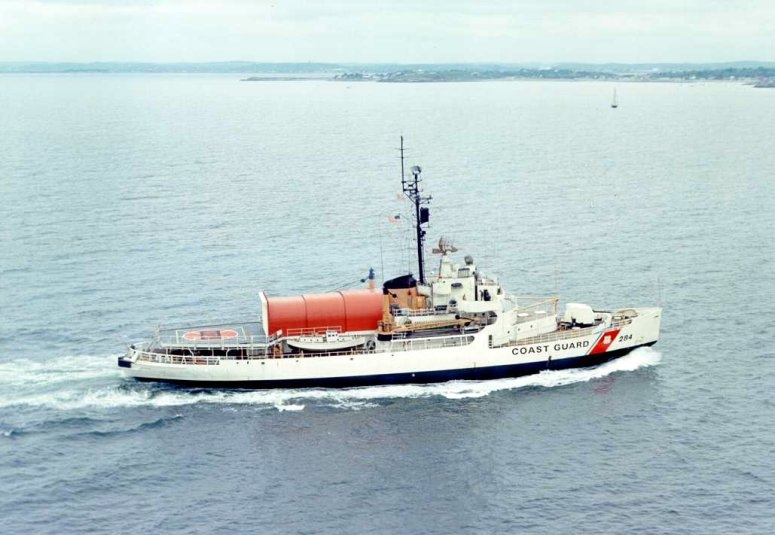
L'.

- USCGC Staten Island (WAGB-278) ex-USS Staten Island (AGB-5)
- USCGC Eastwind (WAGB-279)
- USCGC Southwind (WAGB-280) ex-USS Atka (AGB-3)
- USCGC Westwind (WAGB 281)
- USCGC Northwind (WAGB-282)
- USCGC Burton Island (WAGB-283) ex-USS Burton Island (AG-88)
- USCGC Edisto (WAGB-284) ex-USS Edisto (AGB-2)

## Owasco class Cutter (WPG/WHEC)

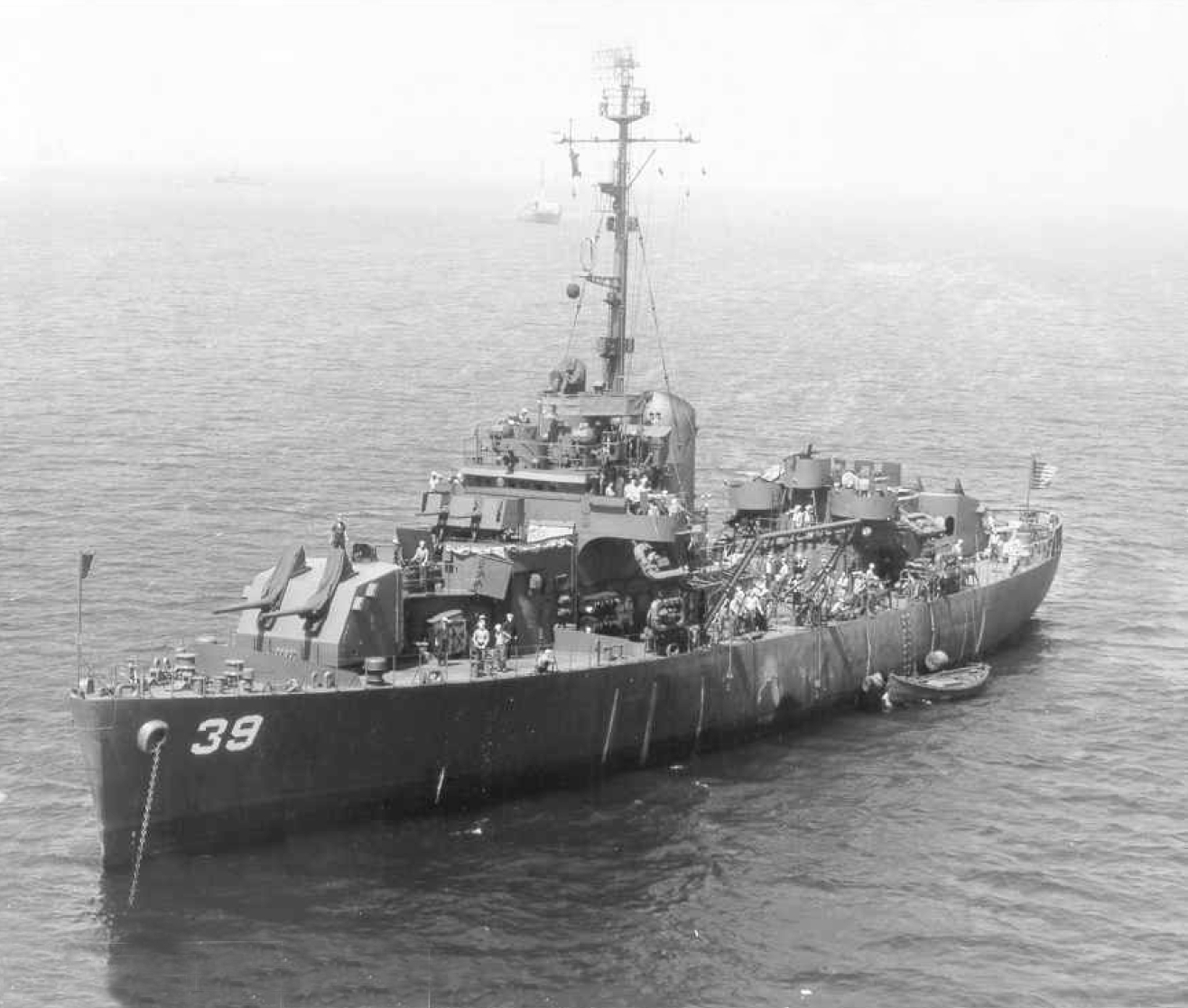
L'.

- USCGC Owasco (WHEC-39)
- USCGC Winnebago (WHEC-40)
- USCGC Chautauqua (WHEC-41)
- USCGC Sebago (WHEC-42)
- USCGC Iroquois (WHEC-43)
- USCGC Wachusett (WHEC-44)
- USCGC Escanaba (WHEC-64)
- USCGC Winona (WHEC-65)
- USCGC Klamath (WHEC-66)
- USCGC Minnetonka (WHEC-67)
- USCGC Androscoggin (WHEC-68)
- USCGC Mendota (WHEC-69)
- USCGC Pontchartrain (WHEC-70)

## Lakes class Cutter
- USCGC Cayuga (1932); Later-HMS Totland (Y-88); USCGC Mocoma (WPG-163)
- USCGC Champlain (1929); Later-HMS Sennen (Y-21); USCGC Champlain (WPG-319)
- USCGC Chelan (1928); Later-HMS Lulworth (Y-60)
- USCGC Itasca (1929); Later-HMS Gorleston (Y92); USCGC Itasca (WPG-321)
- USCGC Mendota (1929); Later-HMS Culver (Y-87)
- USCGC Pontchartrain (1928); Later-HMS Hartland (Y-00)
- USCGC Saranac (1930); Later-HMS Banff (Y-43); USCGC Sebec (WPG-164); USCGC Tampa (WPG-164)
- USCGC Sebago (1930); Later-HMS Walney (Y04)
- USCGC Shoshone (1931); Later-HMS Languard (Y-56)
- USCGC Tahoe (1928); Later-HMS Fishguard (Y-59)

## Tampa class Cutter
- USCGC Haida (WPG-45)
- USCGC Modoc (WPG-46)
- USCGC Mojave (WPG-47)
- USCGC Tampa (WPG-48)

## Seagoing Buoy Tender Breaker (WLBB)

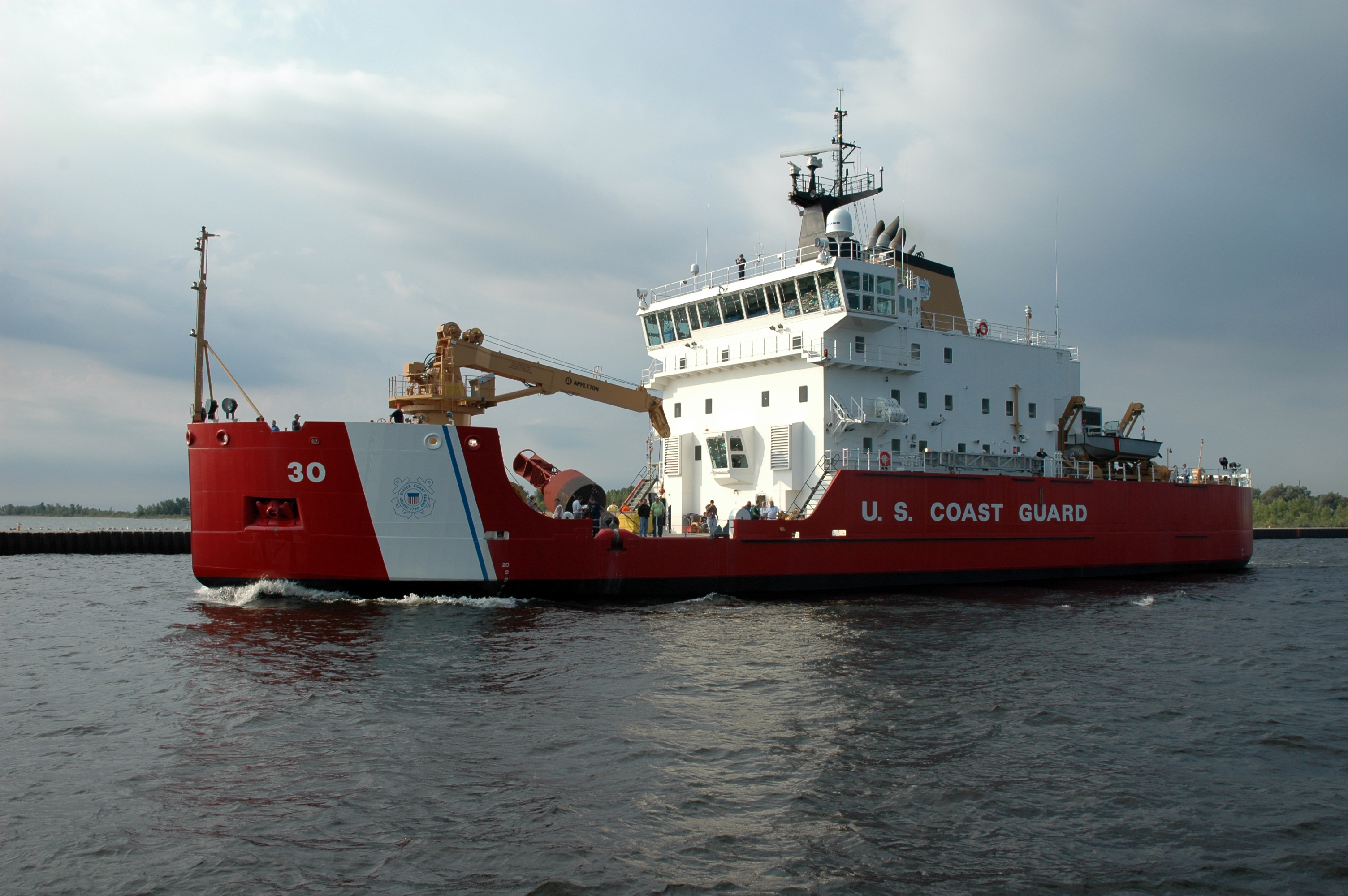
L'.

- USCGC Mackinaw (WLBB-30)

## Medium Endurance Cutter (WMEC - 230 pieds)

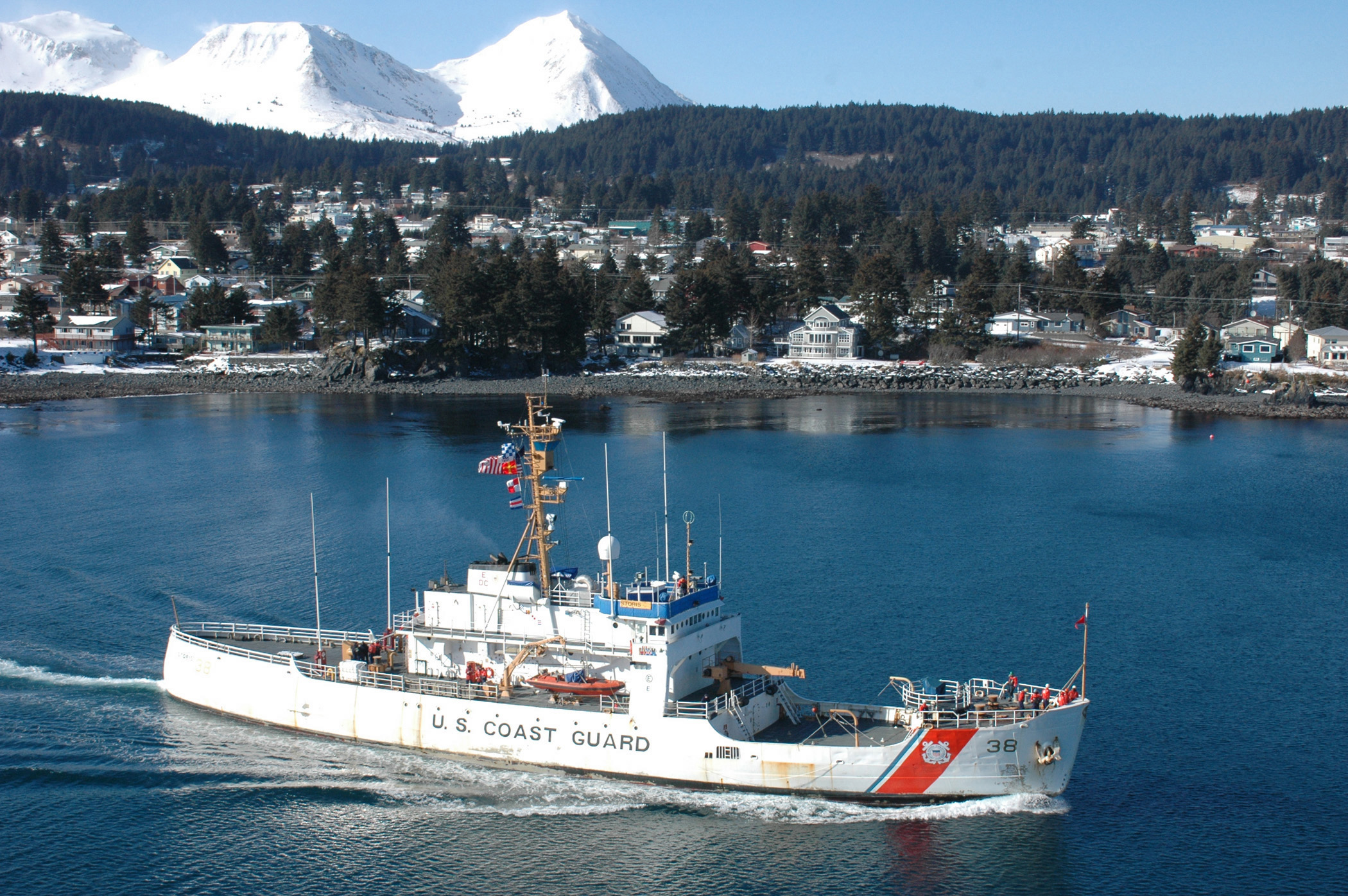
L'.

- USCGC Storis (WMEC-38)

## Juniper class USCG Seagoing Buoy Tenders (WLB)

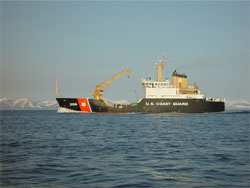
L', un USCG Seagoing Buoy Tender.

- USCGC Juniper (WLB-201)
- USCGC Willow (WLB-202)
- USCGC Kukui (WLB-203)
- USCGC Elm (WLB-204)
- USCGC Walnut (WLB-205)
- USCGC Spar (WLB-206)
- USCGC Maple (WLB-207)
- USCGC Aspen (WLB-208)
- USCGC Sycamore (WLB-209)
- USCGC Cypress (WLB-210)
- USCGC Oak (WLB-211)
- USCGC Hickory (WLB-212)
- USCGC Fir (WLB-213)
- USCGC Hollyhock (WLB-214)
- USCGC Sequoia (WLB-215)
- USCGC Alder (WLB-216)

## Medium Endurance Cutter (WMEC - 213 pieds)
213' Diver Class Cutter (WAT)
- USCGC Acushnet (WMEC-167)
- USCGC Yocona (WMEC-168) (ex-Seize)
- USCGC Escape (WMEC-6)

## Medium Endurance Cutter (WMEC - 210 pieds)

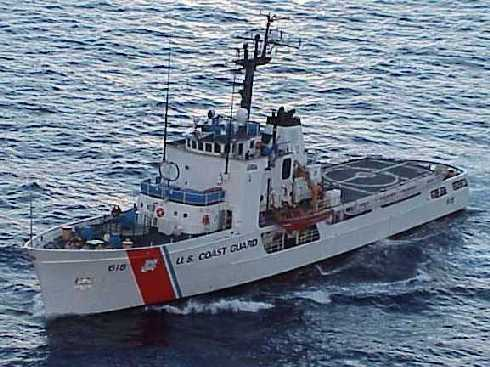
L', un Reliance class cutter.

- USCGC Reliance (WMEC-615)
- USCGC Diligence (WMEC-616)
- USCGC Vigilant (WMEC-617)
- USCGC Active (WMEC-618)
- USCGC Confidence (WMEC-619)
- USCGC Resolute (WMEC-620)
- USCGC Valiant (WMEC-621)
- USCGC Courageous (WMEC-622)
- USCGC Steadfast (WMEC-623)
- USCGC Dauntless (WMEC-624)
- USCGC Venturous (WMEC-625)
- USCGC Dependable (WMEC-626)
- USCGC Vigorous (WMEC-627)
- USCGC Durable (WMEC-628)
- USCGC Decisive (WMEC-629)
- USCGC Alert (WMEC-630)

## Cherokee/Navajo class Auxiliary Tug (WAT)

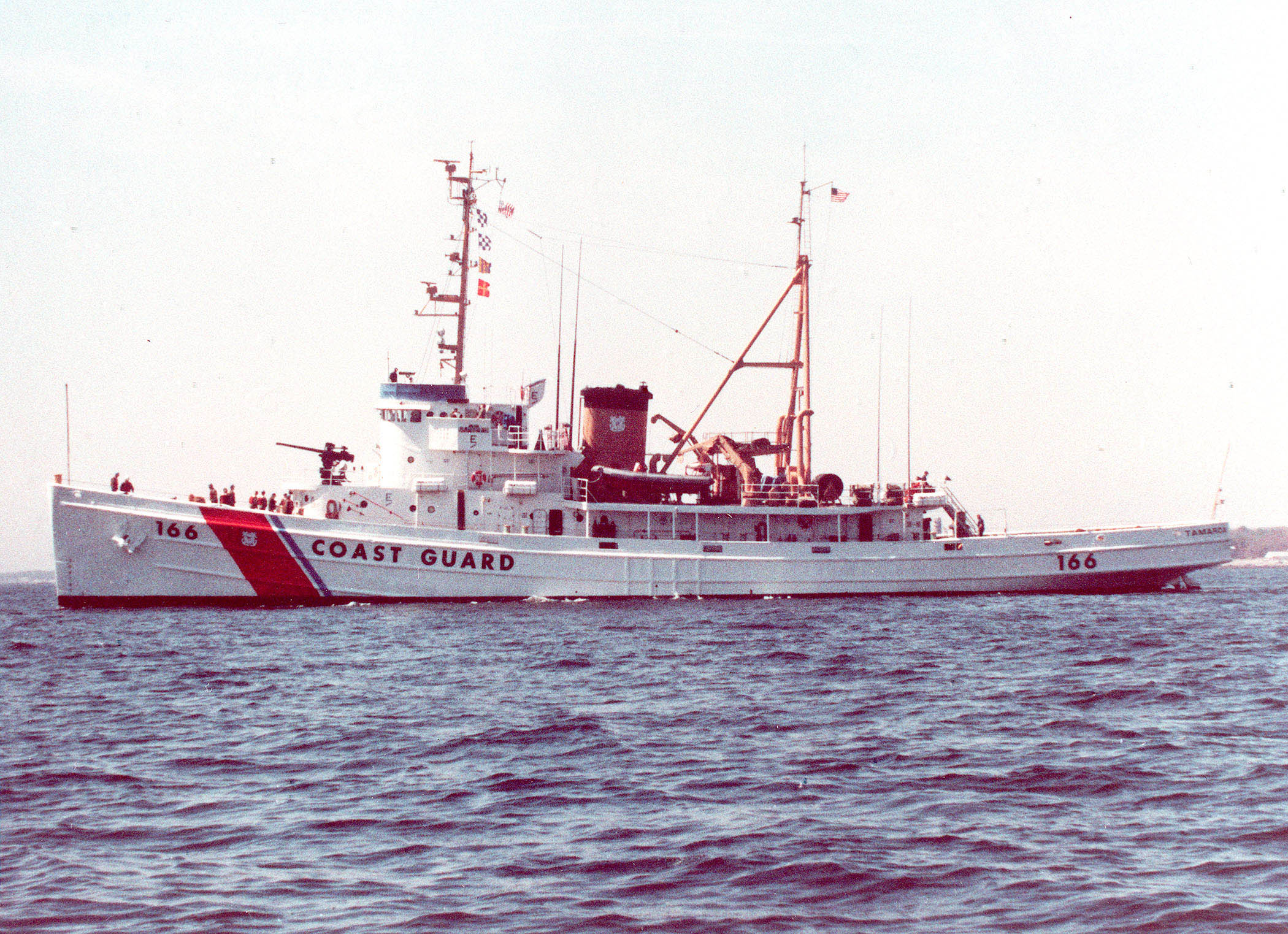
L'.

- USCGC Ute (WMEC-76)
- USCGC Lipan (WMEC-85)
- USCGC Avoyel (WMEC-150)
- USCGC Chilula (WMEC-153)
- USCGC Cherokee (WMEC-165)
- USCGC Tamaroa (WMEC-166)

## Eagle class
- USCGC Earp (ex-Eagle 22)

## USCG Seagoing Buoy Tenders (189 pieds)
- USCGC Magnolia (WLB-328)
- USCGC Ivy (WLB-329)
- USCGC Jonquil (WLB-330)
- USCGC Heather (WLB-331)
- USCGC Willow (WLB-332)
- USCGC Yamacraw (WLB-333)

## Auxiliary Tug (WAT)
- USCGC Redwing WAT-48 (ancien Lapwing Class Minesweeper[1]

## USCG Seagoing Buoy Tenders (180 pieds)

### Class A (Cactus)

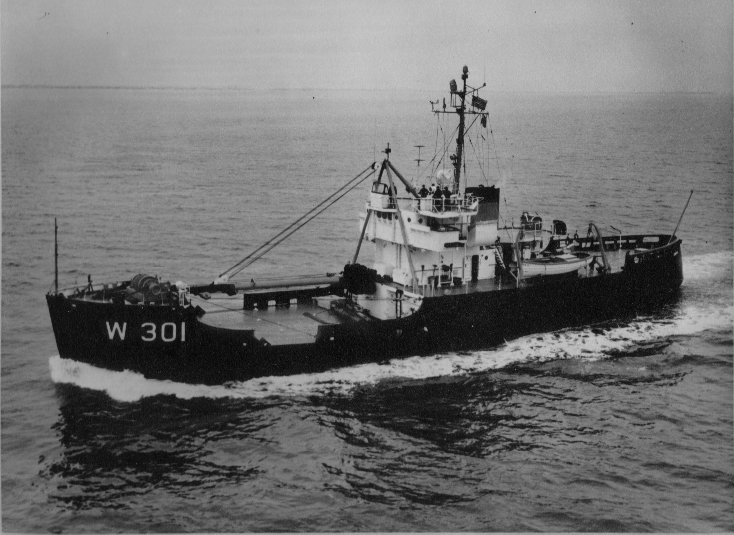
L'.

- USCGC Balsam (WLB-62)
- USCGC Cactus (WLB-270)
- USCGC Cowslip (WLB-277)
- USCGC Woodbine (WLB-289)
- USCGC Gentian (WLB-290)
- USCGC Laurel (WLB-291)
- USCGC Clover (WLB-292)
- USCGC Evergreen (WLB-295)
- USCGC Sorrel (WLB-296)
- USCGC Citrus (WLB-300)
- USCGC Conifer (WLB-301)
- USCGC Madrona (WLB-302)
- USCGC Tupelo (WLB-303)

### Class B (Mesquite)

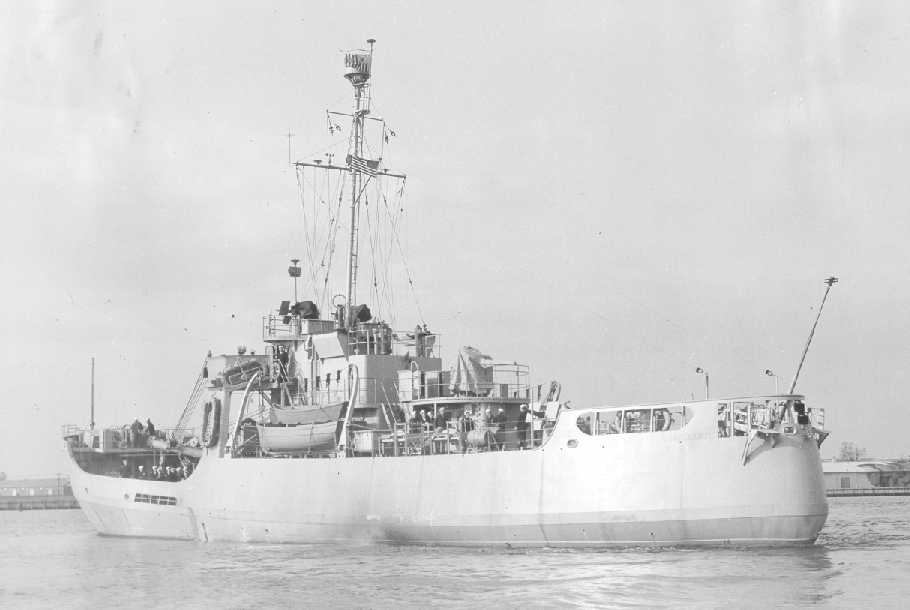
L'.

- USCGC Ironwood (WLB-297)
- USCGC Mesquite (WLB-305)
- USCGC Buttonwood (WLB-306)
- USCGC Planetree (WLB-307)
- USCGC Papaw (WLB-308)
- USCGC Sweetgum (WLB-309)

### Class C (Iris)

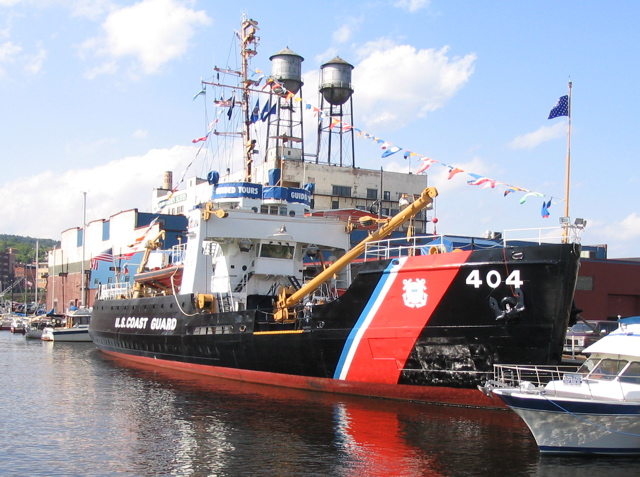
L'.

- USCGC Basswood (WLB-388)
- USCGC Bittersweet (WLB-389)
- USCGC Blackhaw (WLB-390)
- USCGC Blackthorn (WLB-391)
- USCGC Bramble (WLB-392)[2]
- USCGC Firebush (WLB-393)
- USCGC Hornbeam (WLB-394)[3]
- USCGC Iris (WLB-395)
- USCGC Mallow (WLB-396)
- USCGC Mariposa (WLB-397)
- USCGC Redbud (WLB-398)
- USCGC Sagebrush (WLB-399)
- USCGC Salvia (WLB-400)
- USCGC Sassafras (WLB-401)
- USCGC Sedge (WLB-402)
- USCGC Spar (WLB-403)
- USCGC Sundew (WLB-404)
- USCGC Sweetbrier (WLB-405)
- USCGC Acacia (WLB-406)
- USCGC Woodrush (WLB-407)

## Oceanographic Vessel (WAGO)
- USCGC Evergreen (WAGO-295)[4]

## Patrol Coastal (WPC)

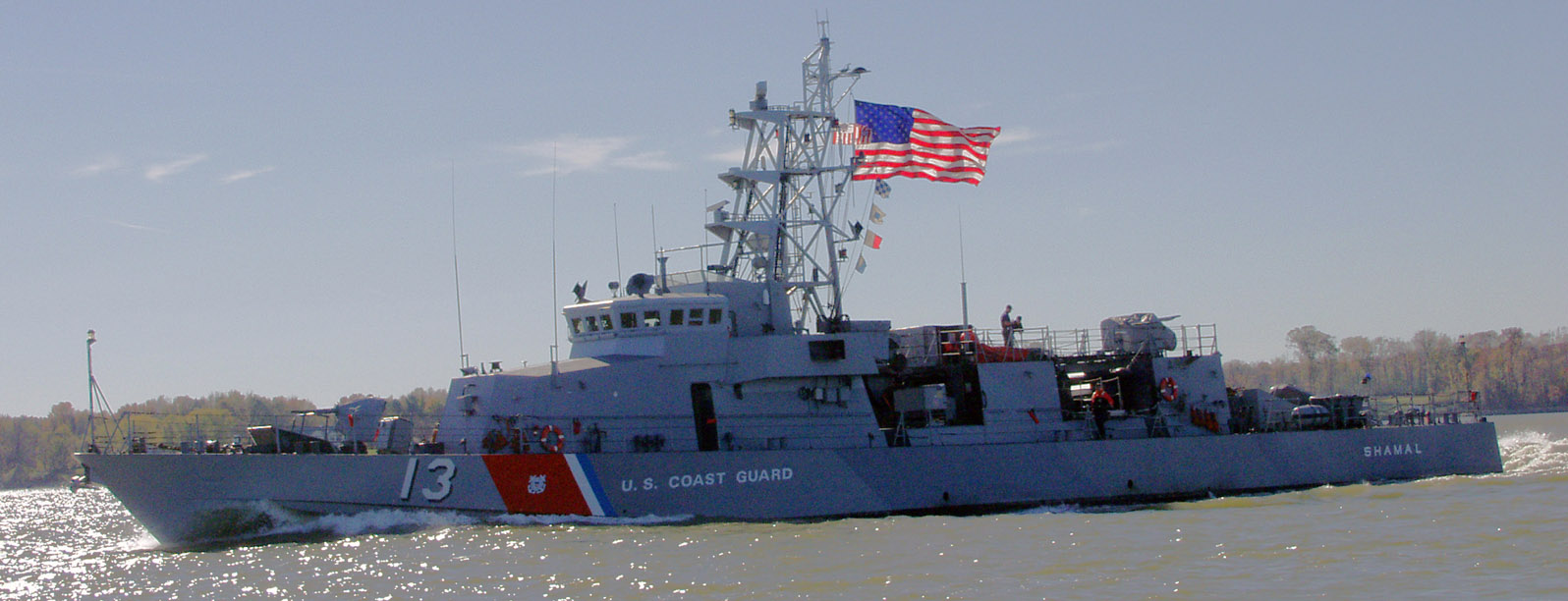
L', un ancien Cyclone class Patrol ship de l'US Navy.

- USCGC Tempest (WPC-2)
- USCGC Monsoon (WPC-4)
- USCGC Zephyr (WPC-8)
- USCGC Shamal (WPC-13)
- USCGC Tornado (WPC-14)

## Cargo Vessel (WAK)
- USCGC Nettle (WAK-169)
- USCGC Trillium (WAK-170)

## Keeper class Coastal Buoy Tender (WLM)

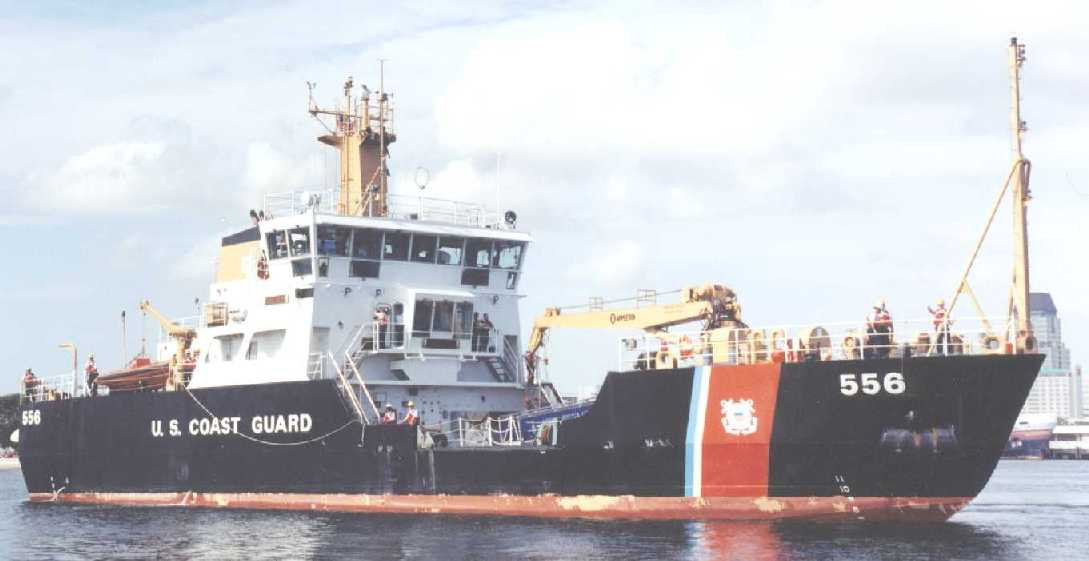
L', un USCG coastal buoy tender.

- USCGC Ida Lewis (WLM-551)
- USCGC Katherine Walker (WLM-552)
- USCGC Abbie Burgess (WLM-553)
- USCGC Marcus Hanna (WLM-554)
- USCGC James Rankin (WLM-555)
- USCGC Joshua Appleby (WLM-556)
- USCGC Frank Drew (WLM-557)
- USCGC Anthony Petit (WLM-558)
- USCGC Barbara Mabrity (WLM-559)
- USCGC William Tate (WLM-560)
- USCGC Harry Claiborne (WLM-561)
- USCGC Maria Bray (WLM-562)
- USCGC Henry Blake (WLM-563)
- USCGC George Cobb (WLM-564)

## Magnolia class Bay and Sound Tender (WAGL)
- USCGC Kukui (WAGL-225)
- USCGC Magnolia (WAGL-231)
- USCGC Ivy (WAGL-)

## Algonquin class Patrol Boat (WPG)

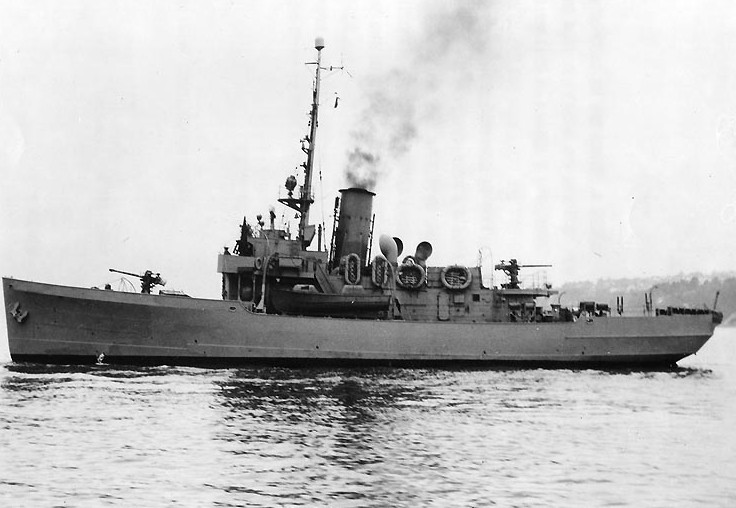
L'.

Également connu comme : 165-Foot "A" Patrol Craft
- USCGC Algonquin (WPG-75)
- USCGC Comanche (WPG-76)
- USCGC Escanaba (WPG-77)
- USCGC Mohawk (WPG-78)
- USCGC Onondaga (WPG-79)
- USCGC Tahoma (WPG-80)

## Thetis class Patrol Boat (WPC)

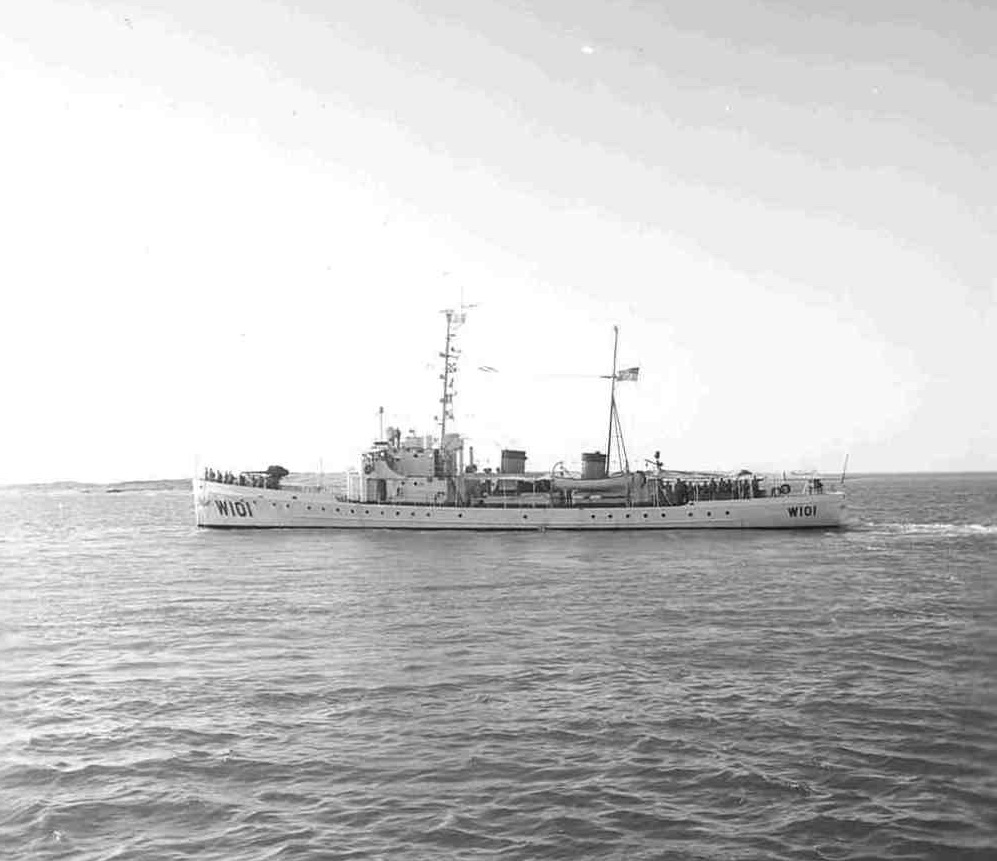
L'.

Également connu comme : 165-Foot (B) Patrol Craft
- USCGC Argo (WPC-100)
- USCGC Ariadne (WPC-101)
- USCGC Atalanta (WPC-102)
- USCGC Aurora (WPC-103)
- USCGC Calypso (WPC-104)
- USCGC Cyane (WPC-105)
- USCGC Daphne (WPC-106)
- USCGC Dione (WPC-107)
- USCGC Electra (WPC-187)
- USCGC Galatea (WPC-108)
- USCGC Hermes (WPC-109)
- USCGC Icarus (WPC-110)
- USCGC Nemesis (WPC-111)
- USCGC Nike (WPC-112)
- USCGC Pandora (WPC-113)
- USCGC Perseus (WPC-114)
- USCGC Thetis (WPC-115)
- USCGC Triton (WPC-116)

## Inland Construction Tender (WLIC)

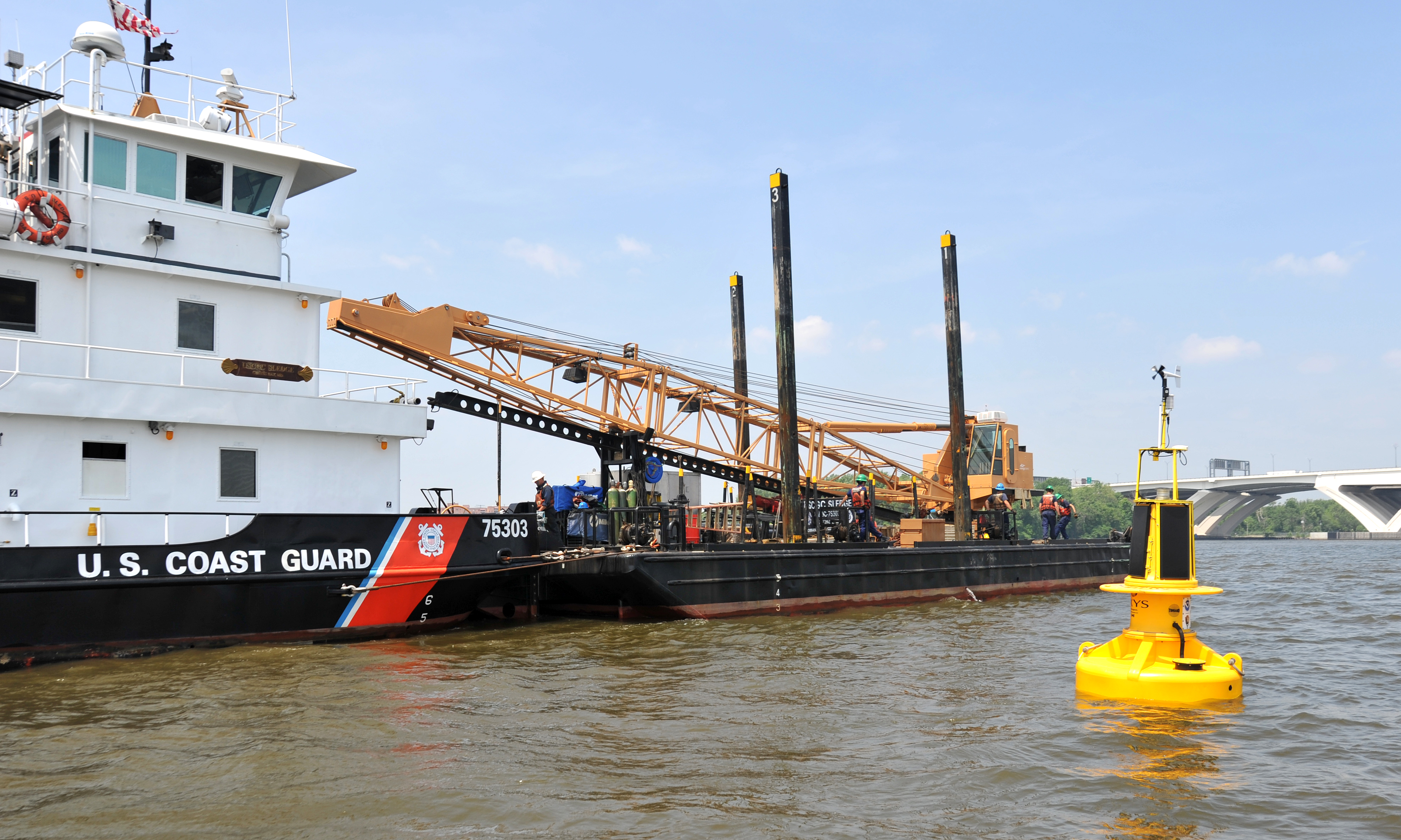
L'.

- USCGC Pamlico (WLIC-800)
- USCGC Hudson (WLIC-801)
- USCGC Kennebec (WLIC-802)
- USCGC Saginaw (WLIC-803)

## Auxiliary Tug (WAT)
- USCGC Shawnee (WAT-54)[5]

## Red class Coastal Buoy Tender (WLM)
- USCGC Red Wood (WLM-685)
- USCGC Red Beech (WLM-686)
- USCGC Red Birch (WLM-687)
- USCGC Red Cedar (WLM-688)
- USCGC Red Oak (WLM-689)

## Sentinel class Fast Response Cutter (WPC)
- USCGC Bernard C. Webber (WPC-1101)
- USCGC Richard Etheridge (WPC-1102)
- USCGC William Flores (WPC-1103)
- USCGC Robert Yered (WPC-1104)
- USCGC Margaret Norvell (WPC-1105)
- USCGC Paul Clark (WPC-1106)
- USCGC Charles David (WPC-1107)
- USCGC Charles W. Sexton (WPC-1108)
- USCGC Kathleen Moore (WPC-1109)
- USCGC Raymond Evans (WPC-1110)
- USCGC William Trump (WPC-1111)
- USCGC Isaac Mayo (WPC-1112)
- USCGC Richard Dixon (WPC-1113)
- USCGC Heriberto Hernandez (WPC-1114)
- USCGC Joseph Napier (WPC-1115)
- USCGC Winslow W. Griesser (WPC-1116)
- USCGC Richard H. Patterson (WPC-1117)
- USCGC Joseph Tezanos (WPC-1118)
- USCGC Rollin A. Fritch (WPC-1119)
- USCGC Lawrence O. Lawson (WPC-1120)

## Auxiliary Tug (WATA)
- USCGC Modoc (WATA-194) - reclassé USCGC Modoc (WMEC-194)
- USCGC Comanche (WATA-202) - reclassé USCGC Comanche (WMEC-202)

## Bay class Icebreaking Tug (WTGB)

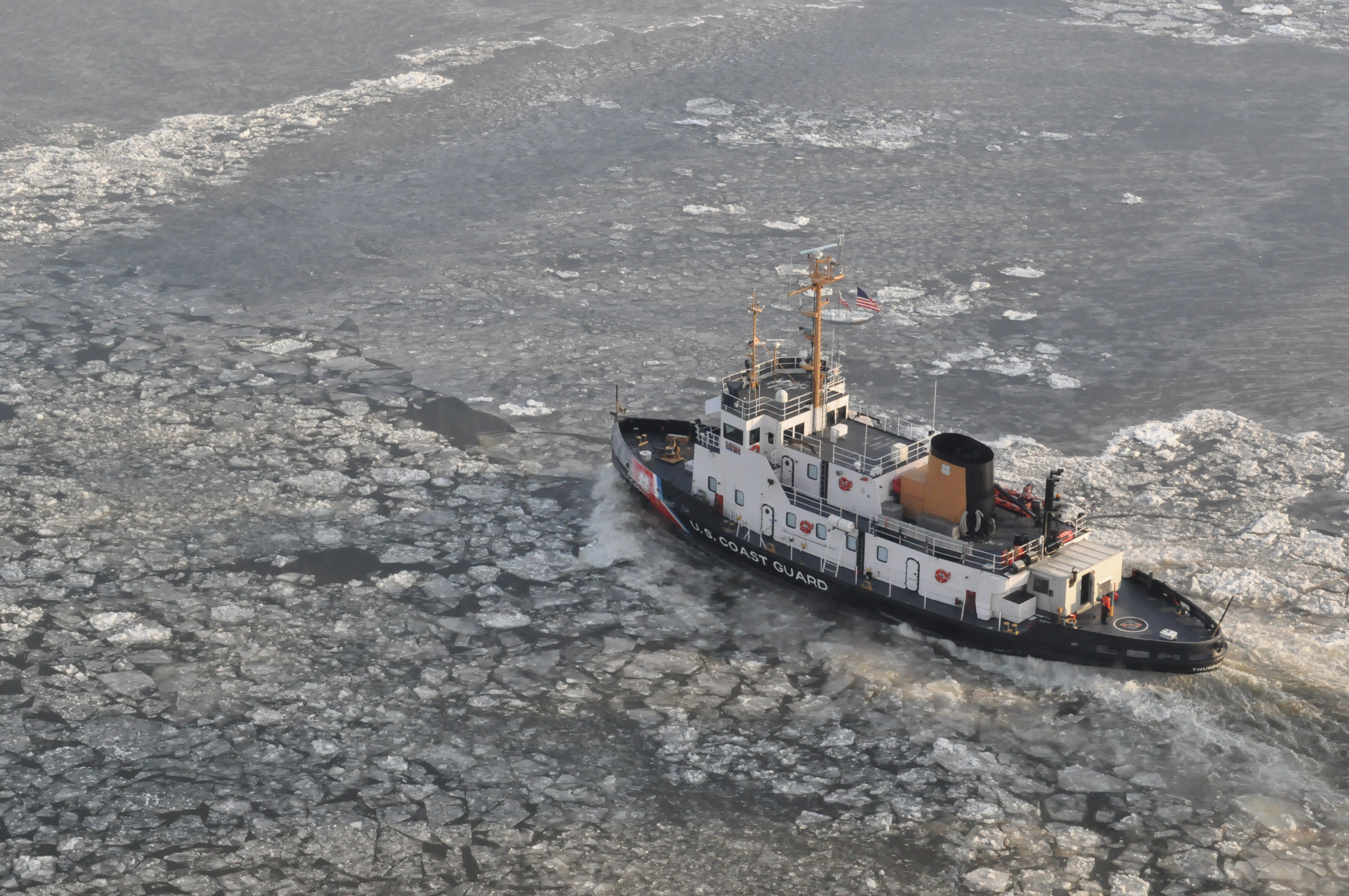
L'USCGC Thunder Bay (WTGB-108).

- USCGC Katmai Bay (WTGB-101)
- USCGC Bristol Bay (WTGB-102)
- USCGC Mobile Bay (WTGB-103)
- USCGC Biscayne Bay (WTGB-104)
- USCGC Neah Bay (WTGB-105)
- USCGC Morro Bay (WTGB-106)
- USCGC Penobscot Bay (WTGB-107)
- USCGC Thunder Bay (WTGB-108)
- USCGC Sturgeon Bay (WTGB-109)

## White class Coastal Buoy Tender (WAGL/WLM)

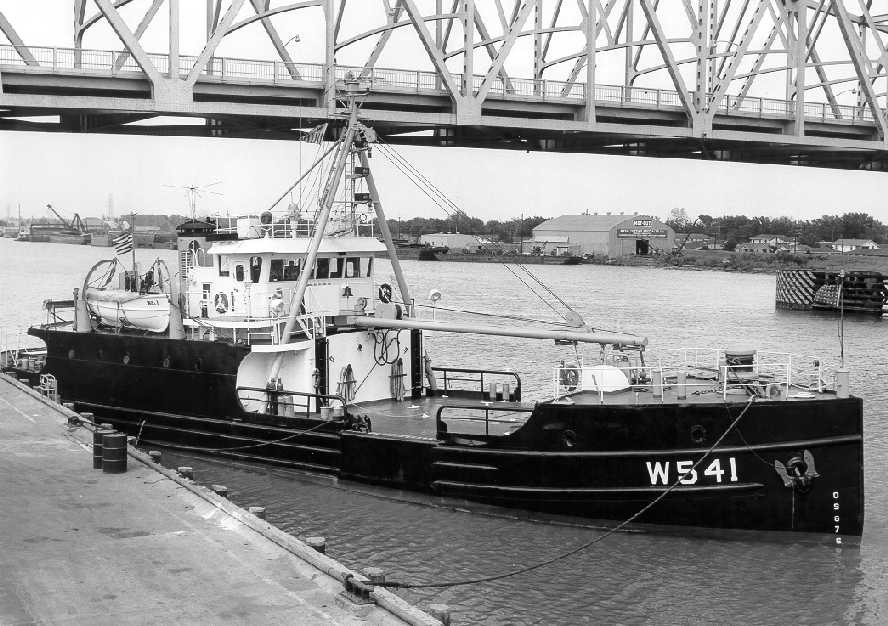
L', un USCG coastal buoy tender.

- USCGC White Sumac (WLM-540)
- USCGC White Alder (WLM-541)
- USCGC White Bush (WLM-542)
- USCGC White Holly (WLM-543)
- USCGC White Sage (WLM-544)[6]
- USCGC White Heath (WLM-545)
- USCGC White Lupine (WLM-546)
- USCGC White Pine (WLM-547)

## Active class Patrol Boat (WSC)

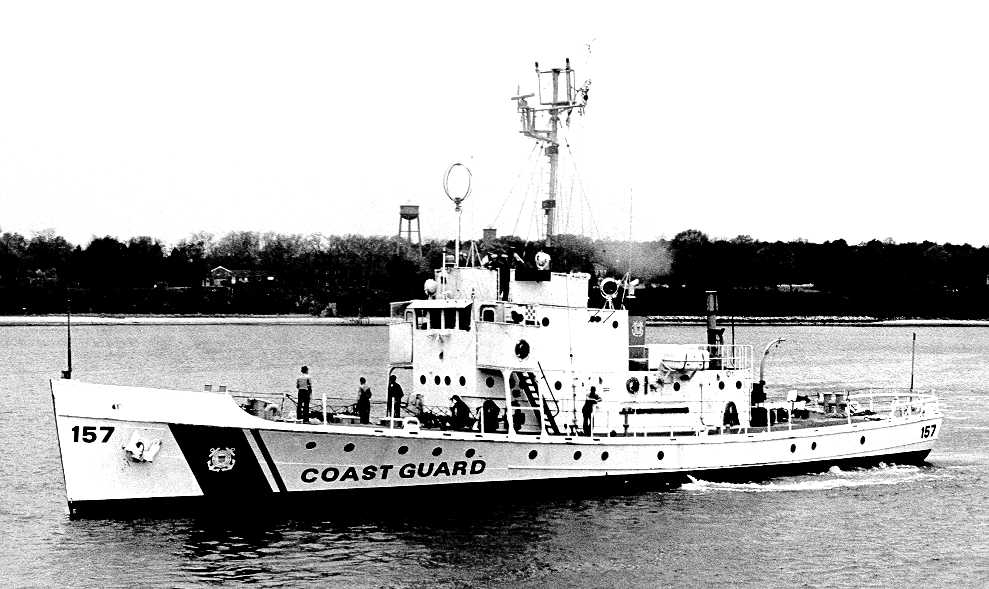
L'.

- USCGC Active (WSC-125)
- USCGC Agassiz (WSC-126)
- USCGC Alert (WSC-127)
- USCGC Bedloe (WSC-128)
- USCGC Bonham (WSC-129)
- USCGC Boutwell (WSC-130)
- USCGC Cahoone (WSC-131)
- USCGC Cartigan (WSC-132)
- USCGC Colfax (WSC-133)
- USCGC Crawford (WSC-134)
- USCGC Diligence (WSC-135)
- USCGC Dix (WSC-136)
- USCGC Ewing (WSC-137)
- USCGC Faunce (WSC-138)
- USCGC Frederick Lee (WSC-139)
- USCGC General Greene (WPC-140)
- USCGC Harriet Lane (WSC-141)
- USCGC Jackson (WSC-142)
- USCGC Kimball (WSC-143)
- USCGC Legare (WSC-144)
- USCGC Marion (WSC-145)
- USCGC McLane (WSC-146)
- USCGC Morris (WSC-147)
- USCGC Nemaha (WSC-148)
- USCGC Pulaski (WSC-149)
- USCGC Reliance (WSC-150)
- USCGC Rush (WSC-151)
- USCGC Tiger (WSC-152)
- USCGC Travis (WSC-153)
- USCGC Vigilant (WSC-154)
- USCGC Woodbury (WSC-155)
- USCGC Yeaton (WSC-156)
- USCGC Cuyahoga (WIX-157)

## Patrol Boat (WPB)

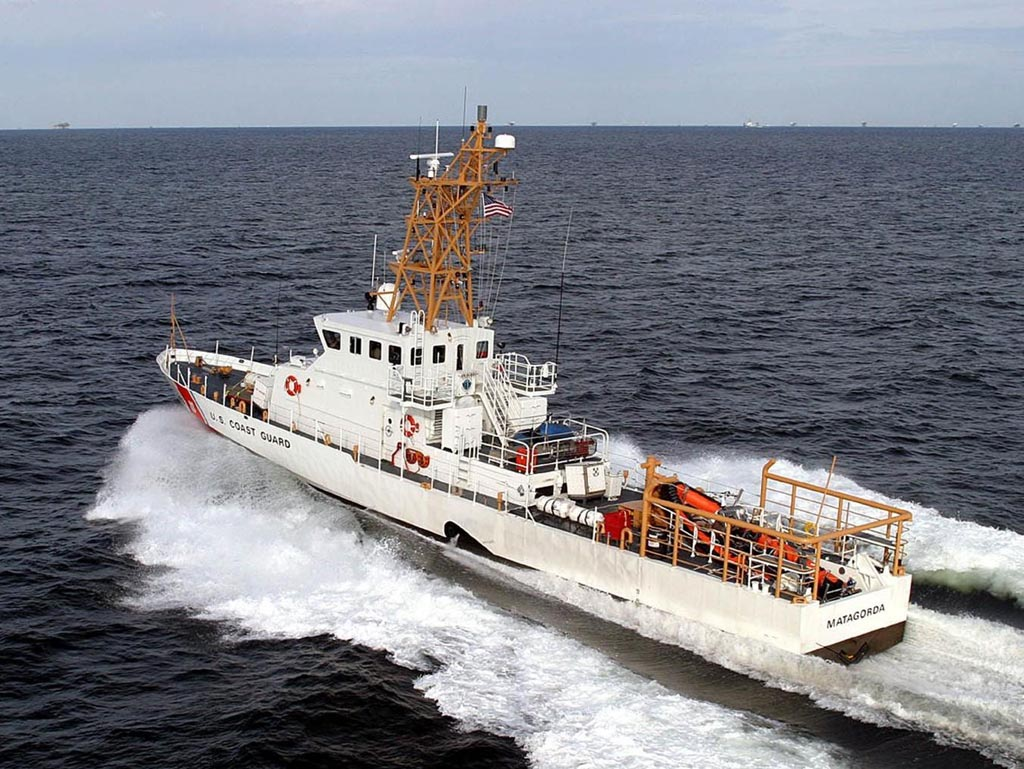
L', un Island Class 110-foot patrol boat converti.

- USCGC Manitou (WPB-1302)
- USCGC Matagorda (WPB-1303)
- USCGC Monhegan (WPB-1305)
- USCGC Nunivak (WPB-1306)
- USCGC Vashon (WPB-1308)
- USCGC Attu (WPB-1317)
- USCGC Metompkin (WPB-1325)
- USCGC Padre (WPB-1328)

## Sycamore Class (WAGL)

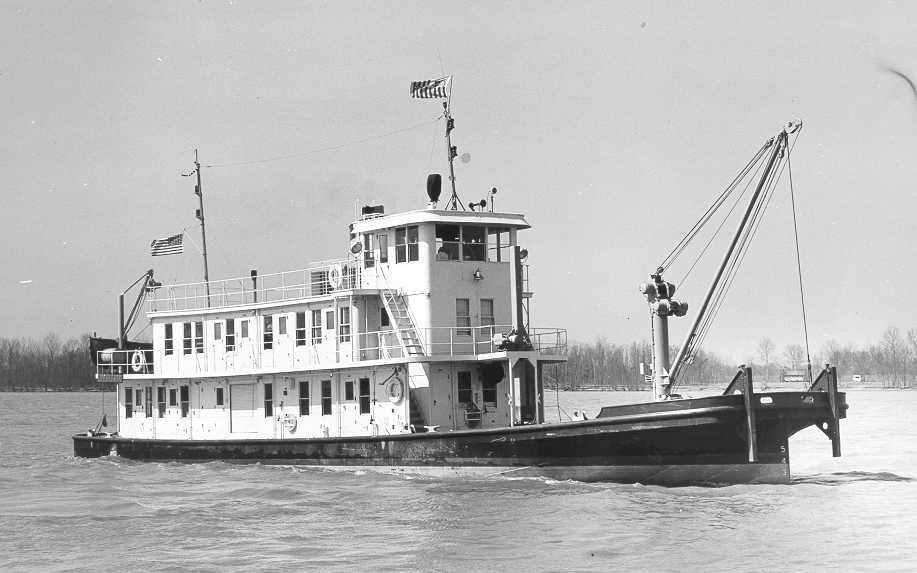
L'.

- USCGC Dogwood (WAGL-259)
- USCGC Forsythia (WAGL-63)
- USCGC Sycamore (WAGL-268)

## Surface effect ship (WSES)
- USCGC Dorado (WSES-1)
- USCGC Sea Hawk (WSES-2)
- USCGC Shearwater (WSES-3)
- USCGC Petrel (WSES-4)

## Island class patrol boat (WPB)
- USCGC Farallon (WPB-1301)
- USCGC Manitou (WPB-1302)
- USCGC Maui (WPB-1304)
- USCGC Ocracoke (WPB-1307)
- USCGC Aquidneck (WPB-1309)
- USCGC Mustang (WPB-1310)
- USCGC Naushon (WPB-1311)
- USCGC Sanibel (WPB-1312)
- USCGC Edisto (WPB-1313)
- USCGC Sapelo (WPB-1314)
- USCGC Matinicus (WPB-1315)
- USCGC Nantucket (WPB-1316)
- USCGC Baranof (WPB-1318)
- USCGC Chandeleur (WPB-1319)
- USCGC Chincoteague (WPB-1320)
- USCGC Cushing (WPB-1321)
- USCGC Cuttyhunk (WPB-1322)
- USCGC Drummond (WPB-1323)
- USCGC Key Largo (WPB-1324)
- USCGC Metompkin (WPB-1325)
- USCGC Monomoy (WPB-1326)
- USCGC Orcas (WPB-1327)
- USCGC Sitkinak (WPB-1329)
- USCGC Tybee (WPB-1330)
- USCGC Washington (WPB-1331)
- USCGC Wrangell (WPB-1332)
- USCGC Adak (WPB-1333)
- USCGC Liberty (WPB-1334)
- USCGC Anacapa (WPB-1335)
- USCGC Kiska (WPB-1336)
- USCGC Assateague (WPB-1337)
- USCGC Grand Isle (WPB-1338)
- USCGC Key Biscayne (WPB-1339)
- USCGC Jefferson Island (WPB-1340)
- USCGC Kodiak Island (WPB-1341)
- USCGC Long Island (WPB-1342)
- USCGC Bainbridge Island (WPB-1343)
- USCGC Block Island (WPB-1344)
- USCGC Staten Island (WPB-1345)
- USCGC Roanoke Island (WPB-1346)
- USCGC Pea Island (WPB-1347)
- USCGC Knight Island (WPB-1348)
- USCGC Galveston Island (WPB-1349)

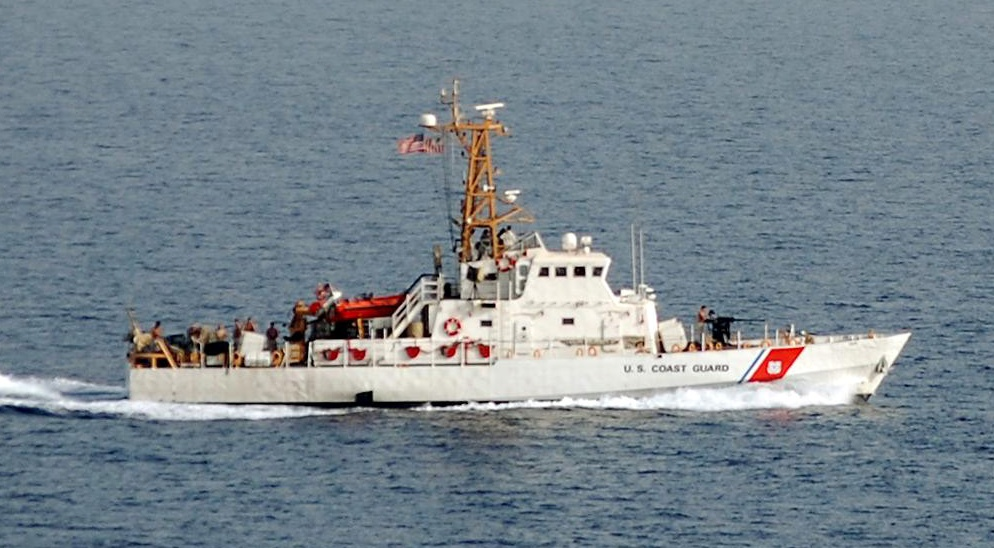
L'.

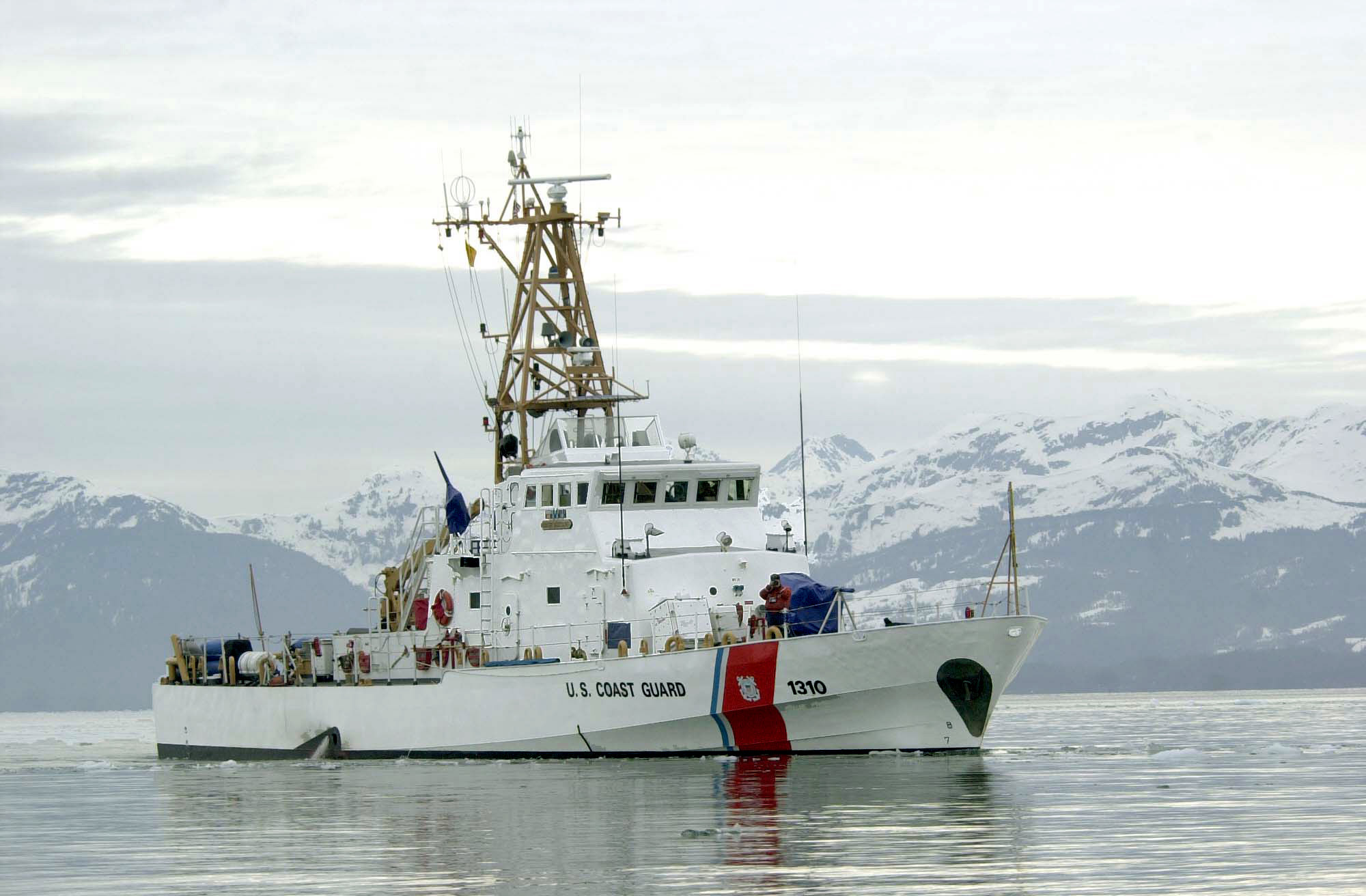
L'.

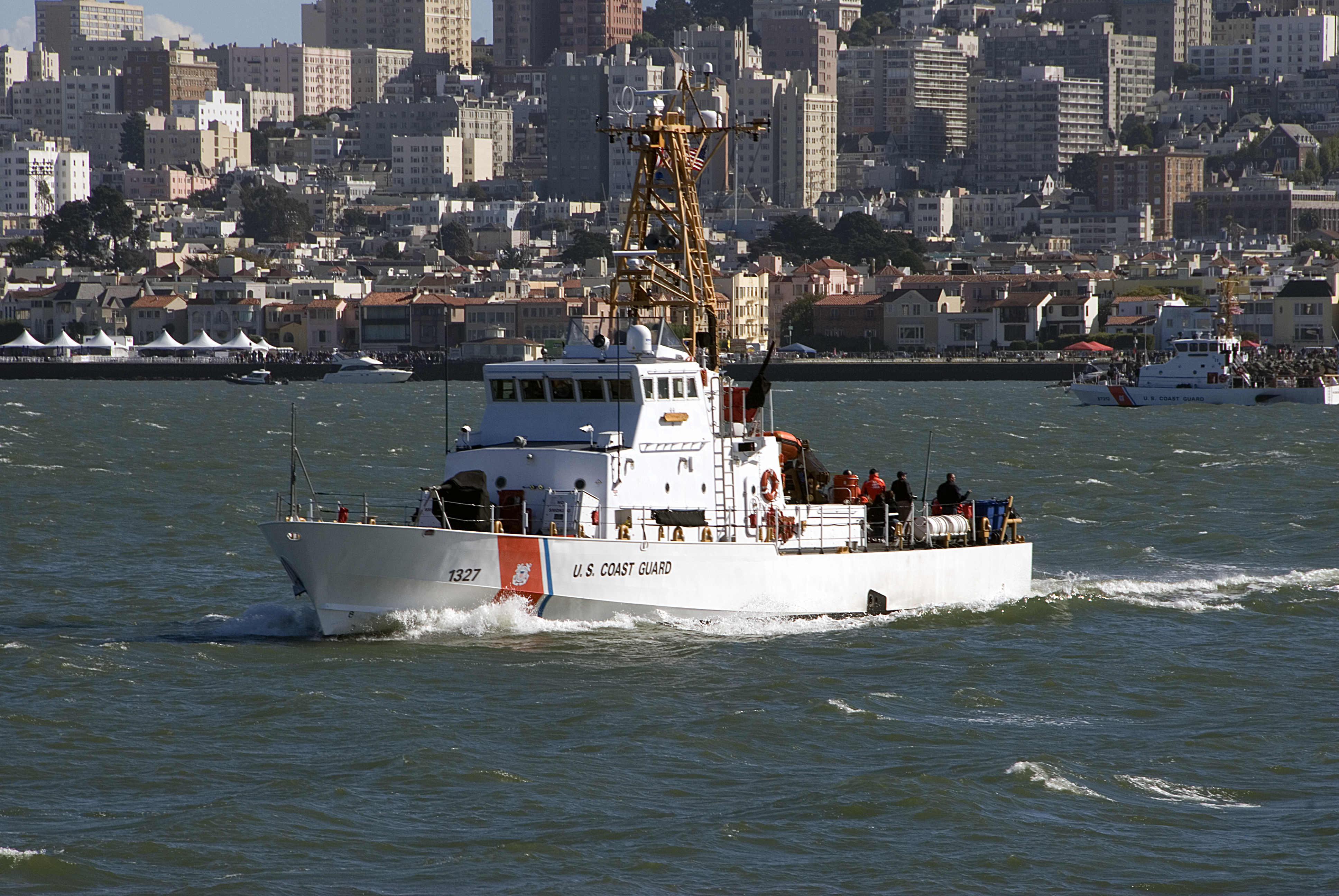
L'.

- USCGC Attu (WPB 1317) (First of the "B" Class)

## River buoy tender (WLR)

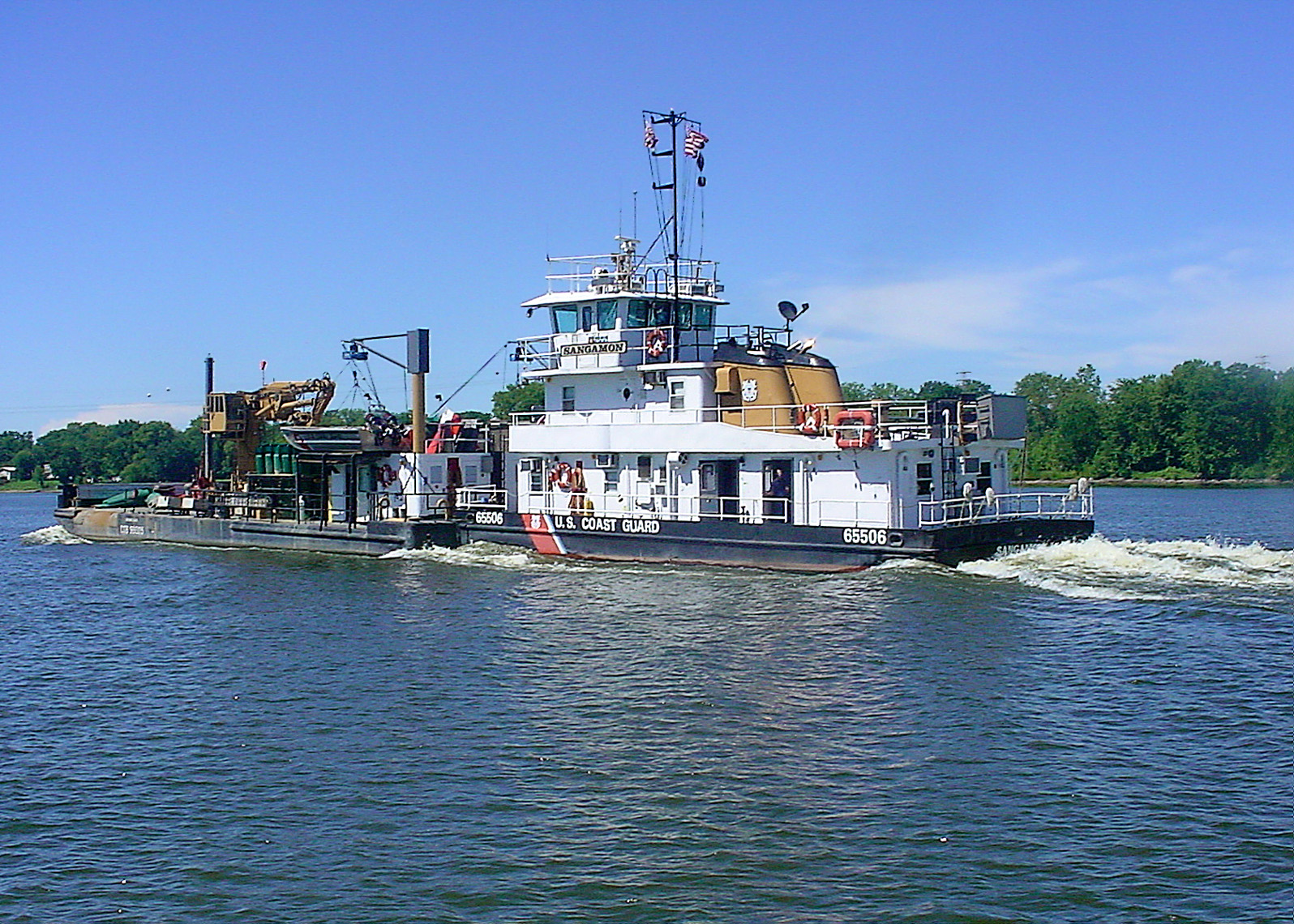
L'.

## Calumet class harbor tug (WYTM/WYT)
- USCGC Calumet (WYT-86)
- USCGC Hudson (WYT-87)
- USCGC Navesink (WYT-88)
- USCGC Tuckahoe (WYT-89)

## Arundel class harbor tug (WYTM/WYT)
- USCGC Arundel (WYT-90)
- USCGC Mahoning (WYT-91)
- USCGC Naughatuck (WYT-92)
- USCGC Raritan (WYT-93)

## Manitou class harbor tug (WYTM/WYT)
- USCGC Manitou (WYTM-60)[7]
- USCGC Kaw (WYTM-61)[8]

## Apalachee class harbor tug (WYT)
- USCGC Apalachee (WYT-71)
- USCGC Yankton (WYT-72)
- USCGC Mohican (WYT-73)
- USCGC Chinook (WYTM-96)
- USCGC Ojibwa (WYT-97)
- USCGC Snohomish (WYT-98)
- USCGC Sauk (WYT-99)

## Inland buoy tender (WLI)

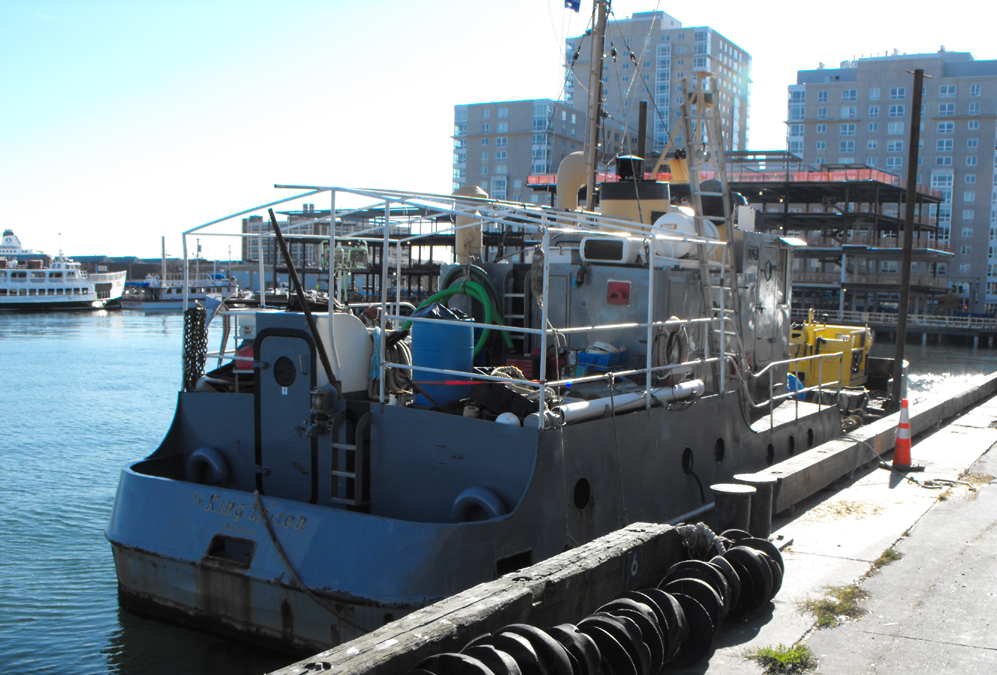
L'.

- USCGC Bluebell (WLI-313)
- USCGC Buckthorn (WLI-642)

## Inland construction tender (WLIC)
- USCGC Smilax (WLIC-315)

## Cape-class cutter

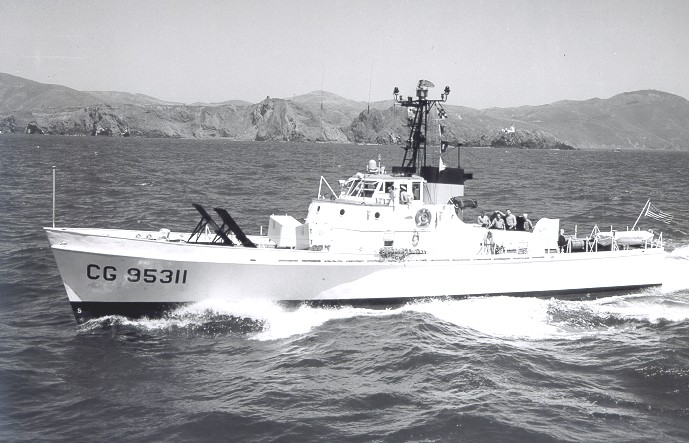
L'

- USCGC Cape Small (WPB-95300)
- USCGC Cape Coral (WPB-95301)
- USCGC Cape Higgon (WPB-95302)
- USCGC Cape Upright (WPB-95303)
- USCGC Cape Gull (WPB-95304)
- USCGC Cape Hatteras (WPB-95305)
- USCGC Cape George (WPB-95306)
- USCGC Cape Current (WPB-95307)
- USCGC Cape Strait (WPB-95308)
- USCGC Cape Carter (WPB-95309)
- USCGC Cape Wash (WPB-95310)
- USCGC Cape Hedge (WPB-95311)
- USCGC Cape Knox (WPB-95312)
- USCGC Cape Morgan (WPB-95313)
- USCGC Cape Fairweather (WPB-95314)
- USCGC La Crete a Pierrot (WPB-95315)
- USCGC Cape Fox (WPB-95316)
- USCGC Cape Jellison (WPB-95317)
- USCGC Cape Newagen (WPB-95318)
- USCGC Cape Romain (WPB-95319)
- USCGC Cape Starr (WPB-95320)
- USCGC Cape Cross (WPB-95321)
- USCGC Cape Horn (WPB-95322)
- USCGC Cape Darby (WPB-95323)
- USCGC Cape Shoalwater (WPB-95324)
- USCGC Cape Florida (WPB-95325)
- USCGC Cape Corwin (WPB-95326)
- USCGC Cape Porpoise (WPB-95327)
- USCGC Cape Henlopen  (WPB-95328)
- USCGC Cape Kiwanda (WPB-95329)
- USCGC Cape Falcon (WPB-95330)
- USCGC Cape Trinity (WPB-95331)
- USCGC Cape York (WPB-95332)
- USCGC Cape Rosier (WPB-95333)
- USCGC Cape Sable (WPB-95334)
- USCGC Cape Providence (WPB-95335)

## Marine Protector Class coastal patrol boat (WPB)

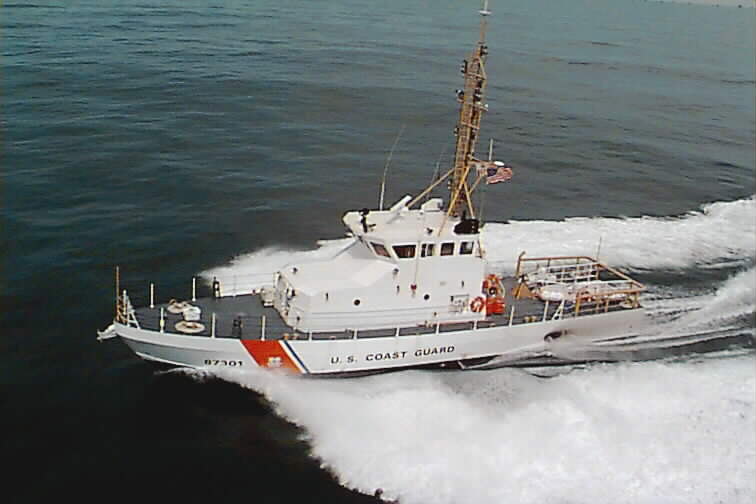
L', un USCG Coastal Patrol Boat.

- USCGC Barracuda (WPB-87301)
- USCGC Hammerhead (WPB-87302)
- USCGC Mako (WPB-87303)
- USCGC Marlin (WPB-87304)
- USCGC Stingray (WPB-87305)
- USCGC Dorado (WPB-87306)
- USCGC Osprey (WPB-87307)
- USCGC Chinook (WPB-87308)
- USCGC Albacore (WPB-87309)
- USCGC Tarpon (WPB-87310)
- USCGC Cobia (WPB-87311)
- USCGC Hawksbill (WPB-87312)
- USCGC Cormorant (WPB-87313)
- USCGC Finback (WPB-87314)
- USCGC Amberjack (WPB-87315)
- USCGC Kittiwake (WPB-87316)
- USCGC Blackfin (WPB-87317)
- USCGC Bluefin (WPB-87318)
- USCGC Yellowfin (WPB-87319)
- USCGC Manta (WPB-87320)
- USCGC Coho (WPB-87321)
- USCGC Kingfisher (WPB-87322)
- USCGC Seahawk (WPB-87323)
- USCGC Steelhead (WPB-87324)
- USCGC Beluga (WPB-87325)
- USCGC Blacktip (WPB-87326)
- USCGC Pelican (WPB-87327)
- USCGC Ridley (WPB-87328)
- USCGC Cochito (WPB-87329)
- USCGC Manowar (WPB-87330)
- USCGC Moray (WPB-87331)
- USCGC Razorbill (WPB-87332)
- USCGC Adelie (WPB-87333)
- USCGC Gannet (WPB-87334)
- USCGC Narwhal (WPB-87335)
- USCGC Sturgeon (WPB-87336)
- USCGC Sockeye (WPB-87337)
- USCGC Ibis (WPB-87338)
- USCGC Pompano (WPB-87339)
- USCGC Halibut (WPB-87340)
- USCGC Bonito (WPB-87341)
- USCGC Shrike (WPB-87342)
- USCGC Tern (WPB-87343)
- USCGC Heron (WPB-87344)
- USCGC Wahoo (WPB-87345)
- USCGC Flyingfish (WPB-87346)
- USCGC Haddock (WPB-87347)
- USCGC Brant (WPB-87348)
- USCGC Shearwater (WPB-87349)
- USCGC Petrel (WPB-87350)
- USCGC Sea Lion (WPB-87352)
- USCGC Skipjack (WPB-87353)
- USCGC Dolphin (WPB-87354)
- USCGC Hawk (WPB-87355)
- USCGC Sailfish (WPB-87356)
- USCGC Sawfish (WPB-87357)
- USCGC Swordfish (WPB-87358)
- USCGC Tiger Shark (WPB-87359)
- USCGC Blue Shark (WPB-87360)
- USCGC Sea Horse (WPB-87361)
- USCGC Sea Otter (WPB-87362)
- USCGC Manatee (WPB-87363)
- USCGC Ahi (WPB-87364)
- USCGC Pike (WPB-87365)
- USCGC Terrapin (WPB-87366)
- USCGC Sea Dragon (WPB-87367)
- USCGC Sea Devil (WPB-87368)
- USCGC Crocodile (WPB-87369)
- USCGC Diamondback (WPB-87370)
- USCGC Reef Shark (WPB-87371)
- USCGC Alligator (WPB-87372)

## Point class patrol boat (WPB)

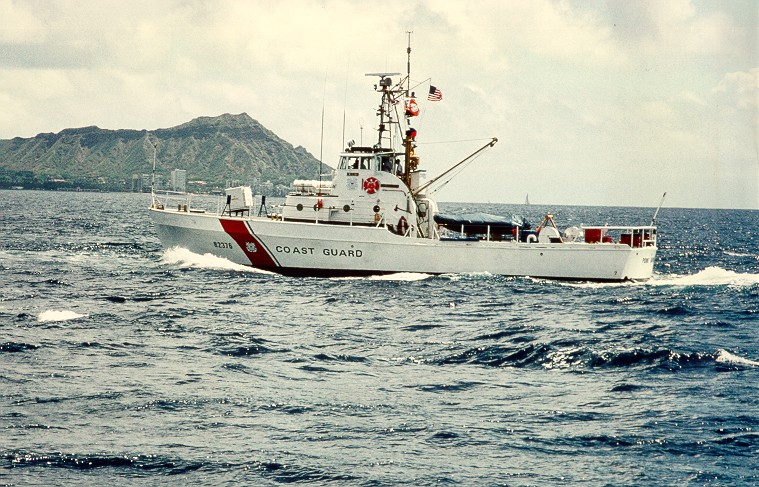
L'

- USCGC Point Arden (WPB-82309)
- USCGC Point Arena (WPB-82346)
- USCGC Point Baker (WPB-82342)
- USCGC Point Banks (WPB-82327)
- USCGC Point Barnes (WPB-82371)
- USCGC Point Barrow (WPB-82348)
- USCGC Point Batan (WPB-82340)
- USCGC Point Bennett (WPB-82351)
- USCGC Point Bonita (WPB-82347)
- USCGC Point Bridge (WPB-82338)
- USCGC Point Brower  (WPB-82372)
- USCGC Point Brown (WPB-82362)
- USCGC Point Camden (WPB-82373)
- USCGC Point Carrew (WPB-82374)
- USCGC Point Caution (WPB-82301)
- USCGC Point Charles (WPB-82361)
- USCGC Point Chico (WPB-82339)
- USCGC Point Clear (WPB-82315)
- USCGC Point Comfort (WPB-82317)
- USCGC Point Countess (WPB-82335)
- USCGC Point Cypress (WPB-82326)
- USCGC Point Divide (WPB-82337)
- USCGC Point Doran (WPB-82375)
- USCGC Point Dume (WPB-82325)
- USCGC Point Ellis (WPB-82330)
- USCGC Point Estero (WPB-82344)
- USCGC Point Evans (WPB-82354)
- USCGC Point Francis (WPB-82356)
- USCGC Point Franklin (WPB-82350)
- USCGC Point Gammon (WPB-82328)
- USCGC Point Garnet (WPB-82310)
- USCGC Point Glass (WPB-82336)
- USCGC Point Glover (WPB-82307)
- USCGC Point Grace (WPB-82323)
- USCGC Point Grey (WPB-82324)
- USCGC Point Hannon (WPB-82355)
- USCGC Point Harris (WPB-82376)
- USCGC Point Herron (WPB-82318)
- USCGC Point Heyer (WPB-82369)
- USCGC Point Highland (WPB-82333)
- USCGC Point Hobart (WPB-82377)
- USCGC Point Hope (WPB-82302)
- USCGC Point Hudson (WPB-82322)
- USCGC Point Huron (WPB-82357)
- USCGC Point Jackson (WPB-82378)
- USCGC Point Jefferson (WPB-82306)
- USCGC Point Judith (WPB-82345)
- USCGC Point Kennedy (WPB-82320)
- USCGC Point Knoll (WPB-82367)
- USCGC Point League (WPB-82304)
- USCGC Point Ledge (WPB-82334)
- USCGC Point Lobos (WPB-82366)
- USCGC Point Lomas (WPB-82321)
- USCGC Point Lookout (WPB-82341)
- USCGC Point Marone (WPB-82331)
- USCGC Point Martin (WPB-82379)
- USCGC Point Mast (WPB-82316)
- USCGC Point Monroe (WPB-82353)
- USCGC Point Nowell (WPB-82363)
- USCGC Point Orient (WPB-82319)
- USCGC Point Partridge (WPB-82305)
- USCGC Point Richmond (WPB-82370)
- USCGC Point Roberts (WPB-82332)
- USCGC Point Sal (WPB-82352)
- USCGC Point Slocum (WPB-82313)
- USCGC Point Spencer (WPB-82349)
- USCGC Point Steele (WPB-82359) (ex-Point Buchon)
- USCGC Point Stuart (WPB-82358)
- USCGC Point Swift (WPB-82312)
- USCGC Point Thatcher (WPB-82314)
- USCGC Point Turner (WPB-82365) (ex-Point Houghton)
- USCGC Point Verde (WPB-82311)
- USCGC Point Warde (WPB-82368)
- USCGC Point Welcome (WPB-82329)
- USCGC Point Wells (WPB-82343)
- USCGC Point White (WPB-82308)
- USCGC Point Whitehorn (WPB-82364)
- USCGC Point Winslow (WPB-82360)
- USCGC Point Young (WPB-82303)

## Inland buoy tender (WLI)
- USCGC Tern (WLI-80801)

## Gasconade class river buoy tender (WLR)

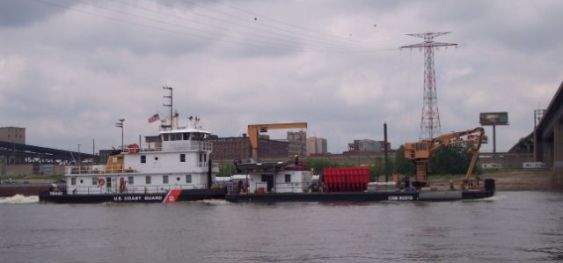
L'

- USCGC Wedge (WLR-75307)
- USCGC Gasconade (WLR-75401)
- USCGC Muskingum (WLR-75402)
- USCGC Wyaconda (WLR-75403)
- USCGC Chippewa (WLR-75404)
- USCGC Cheyenne (WLR-75405)
- USCGC Kickapoo (WLR-75406)
- USCGC Kanawha (WLR-75407)
- USCGC Patoka (WLR-75408)
- USCGC Chena (WLR-75409)

## Kankakee class river buoy tender (WLR)

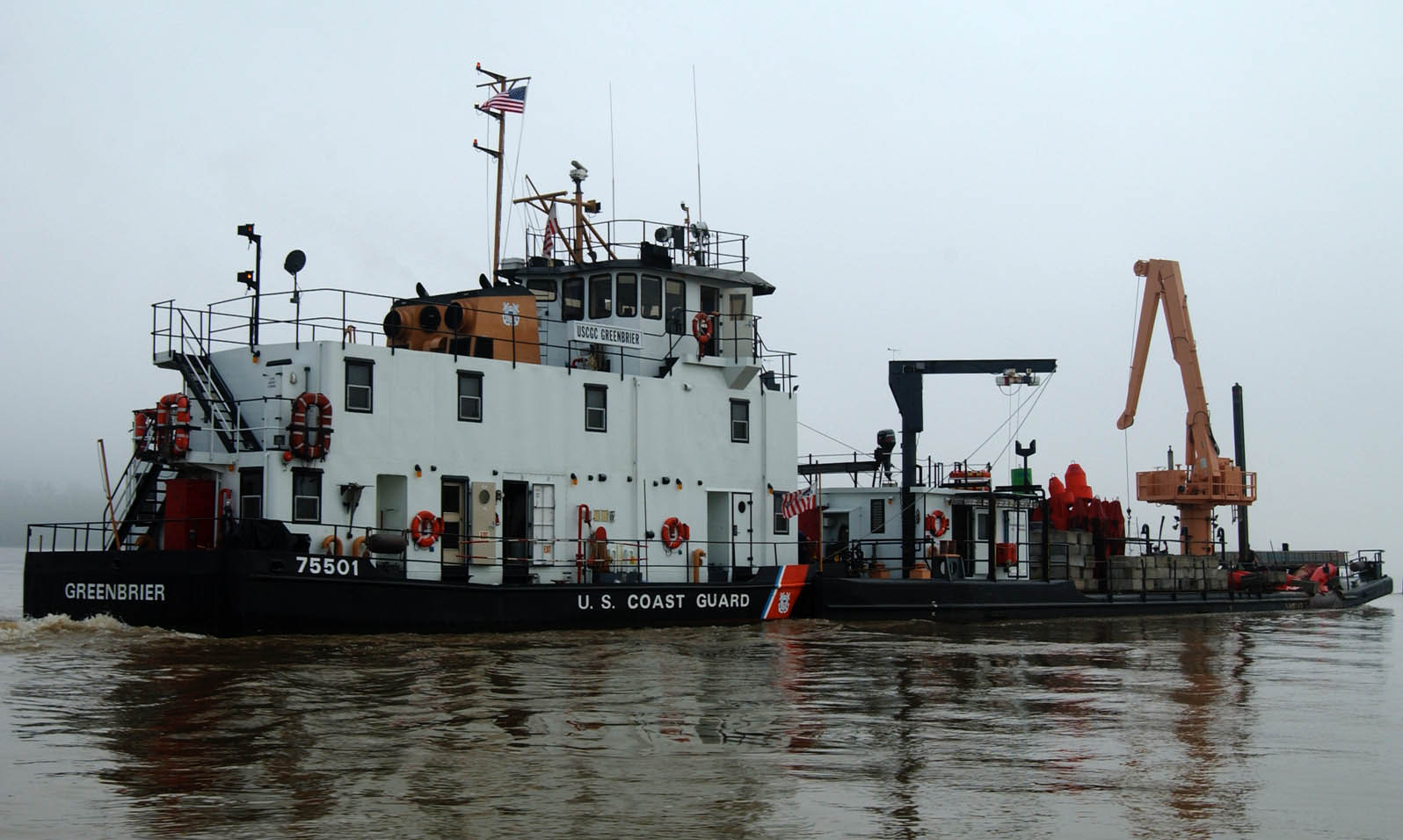
L'.

- USCGC Kankakee (WLR-75500)
- USCGC Greenbrier (WLR-75501)

## Inland construction tender (WLIC)
- USCGC Anvil (WLIC-75301)
- USCGC Hammer (WLIC-75302)
- USCGC Sledge (WLIC-75303)
- USCGC Mallet (WLIC-75304)
- USCGC Vise (WLIC-75305)
- USCGC Clamp (WLIC-75306)
- USCGC Hatchet (WLIC-75309)
- USCGC Axe (WLIC-75310)

## Hydrofoil (WPGH)
- USCGC Flagstaff (WPBH-1)

## Inland buoy tender (WLI)
- USCGC Bayberry (WLI-65400)
- USCGC Elderberry (WLI-65401)
- USCGC Blueberry (WLI-65402)
- USCGC Blackberry (WLI-65303)
- USCGC Chokeberry (WLI-65304)
- USCGC Loganberry (WLI-65305)

## Small harbor tug (WYTL)

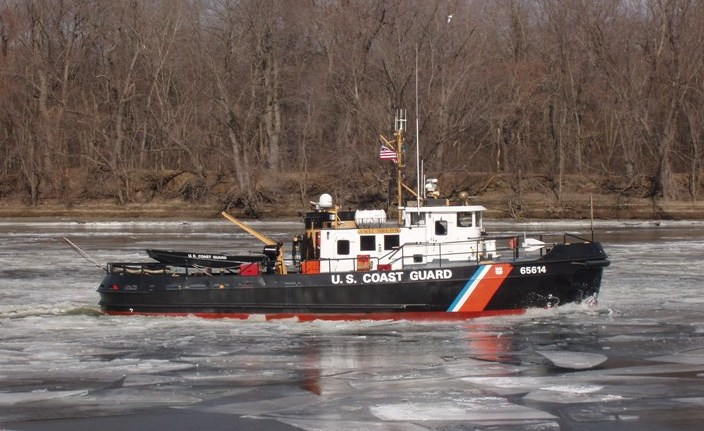
L'.

- USCGC Capstan (WYTL-65601)
- USCGC Chock (WYTL-65602)
- USCGC Swivel (WYTL-65603)
- USCGC Tackle (WYTL-65604)
- USCGC Towline (WYTL-65605)
- USCGC Catenary (WYTL-65606)
- USCGC Bridle (WYTL-65607)
- USCGC Pendant (WYTL-65608)
- USCGC Shackle (WYTL-65609)
- USCGC Hawser (WYTL-65610)
- USCGC Line (WYTL-65611)
- USCGC Wire (WYTL-65612)
- USCGC Bitt (WYTL-65613)
- USCGC Bollard (WYTL-65614)
- USCGC Cleat (WYTL-65615)

## Autres
- USCGC Fir (WLM-212)